# Quasi-Nationalpark
Ein kokutei kōen (geschrieben 国定公園, dt. etwa „vom Staat designierter Park“), englisch Quasi-national park ‚Quasi-Nationalpark‘, ist eine Schutzgebietskategorie in Japan. Die Gebiete werden ähnlich wie Nationalparks vom Japanischen Umweltministerium der Nationalregierung ausgewiesen, jedoch auf Vorschlag der jeweiligen Präfekturverwaltung. Sie werden wie auch die Präfekturnaturparks von den Präfekturverwaltungen unterhalten. Rechtlicher Rahmen für alle drei Formen von Naturparks ist das shizen-kōen-hō (自然公園法, „Naturparkgesetz“).
In Japan existieren über 50 Quasi-Nationalparks mit einer Gesamtfläche von über 13.000 km². Ausgewiesen wurden über 60 Gebiete, von denen einige aber später zu Nationalparks aufgewertet oder in bestehende Nationalparks eingegliedert wurden.

## Liste der Quasi-Nationalparks
Im Folgenden sind die Quasi-Nationalparks (Stand 31. März 1994) gelistet.
| Name | Fläche in ha | Ernennung     | WDPA-ID | IUCN | Präfektur(en)                  |
| --- | ------------ | ------------- | ------- | ---- | ------------------------------ |
| Shokanbetsu-Teuri-Yagishiri-Quasi-Nationalpark (jap. 暑寒別天売焼尻国定公園, Shokanbetsu-Teuri-Yagishiri kokutei kōen)                                      | 43.559       | 1. Aug. 1990  | 29811   | V    | Hokkaidō                       |
| Abashiri-Quasi-Nationalpark (jap. 網走国定公園, Abashiri Kokutei Kōen)                                                                                      | 37.261       | 1. Juli 1958  | 3246    | V    | Hokkaidō                       |
| Niseko-Shakotan-Otaru-Kaigan-Quasi-Nationalpark (jap. ニセコ積丹小樽海岸国定公園, Niseko-Shakotan-Otaru Kaigan kokutei kōen)                                | 19.009       | 24. Juli 1963 | 3097    | II   | Hokkaidō                       |
| Hidaka-Sanmyaku-Erimo-Quasi-Nationalpark (jap. 日高山脈襟裳国定公園, Hidaka-sanmyaku Erimo kokutei kōen)                                                    | 103.447      | 1. Okt. 1981  | 12287   | II   | Hokkaidō                       |
| Ōnuma-Quasi-Nationalpark (jap. 大沼国定公園, Ōnuma kokutei kōen)                                                                                            | 9.083        | 1. Juli 1958  | 3247    | V    | Hokkaidō                       |
| Shimokita-Hantō-Quasi-Nationalpark (jap. 下北半島国定公園, Shimokitahantō kokutei kōen, „Quasinationalpark Shimokita-Halbinsel“)                            | 18.728       | 22. Juli 1968 | 3098    | V    | Aomori                         |
| Tsugaru-Quasi-Nationalpark (jap. 津軽国定公園, Tsugaru kokutei kōen)                                                                                        | 25.966       | 31. März 1975 | 3248    | V    | Aomori                         |
| Hayachine-Quasi-Nationalpark (jap. 早池峰国定公園, Hayachine kokutei kōen)                                                                                  | 5.463        | 10. Juni 1982 | 3116    | II   | Iwate                          |
| Kurikoma-Quasi-Nationalpark (jap. 栗駒国定公園, Kurikoma kokutei kōen)                                                                                      | 77.122       | 22. Juli 1968 | 3109    | II   | Iwate, Miyagi, Akita, Yamagata |
| Minami-Sanriku-Kinkazan-Quasi-Nationalpark (南三陸金華山国定公園; seit 2015 zum Sanriku-Wiederaufbau-Nationalpark, Sanriku fukkō kokuritsu kōen)            | 13.902       | 30. März 1979 | 3278    | V    | Miyagi                         |
| Zaō-Quasi-Nationalpark (jap. 蔵王国定公園, Zaō kokutei kōen)                                                                                                | 39.635       | 8. Aug. 1963  | 3091    | V    | Miyagi, Yamagata               |
| Oga-Quasi-Nationalpark (jap. 男鹿国定公園, Oga kokutei kōen)                                                                                                | 8.156        | 15. Mai 1973  | 3249    | V    | Akita                          |
| Chōkai-Quasi-Nationalpark (jap. 鳥海国定公園, Chōkai kokutei kōen)                                                                                          | 28.373       | 24. Juli 1963 | 1963    | V    | Akita, Yamagata                |
| Echigo-Sanzan-Tadami-Quasi-Nationalpark (jap. 越後三山只見国定公園, Echigo Sanzan Tadami kokutei kōen)                                                      | 86.129       | 15. Mai 1973  | 3108    | II   | Fukushima, Niigata             |
| Suigō-Tsukuba-Quasi-Nationalpark (jap. 水郷筑波国定公園, Suigōtsukuba kokutei kōen)                                                                         | 34.309       | 3. März 1959  | 3251    | V    | Ibaraki, Chiba                 |
| Myōgi-Arafune-Saku-Kōgen-Quasi-Nationalpark (jap. 妙義荒船佐久高原国定公園, Myōgi Arafune Saku kōgen kokutei kōen)                                          | 13.123       | 10. Apr. 1969 | 3254    | V    | Gunma, Nagano                  |
| Minami-Bōsō-Quasi-Nationalpark (jap. 南房総国定公園, Minamibōsō kokutei kōen)                                                                               | 5.685        | 1. Aug. 1958  | 3106    | V    | Chiba                          |
| Meiji-no-Mori-Takao-Quasi-Nationalpark (jap. 明治の森高尾国定公園, Meiji no mori Takao kokutei kōen, engl. Meiji Memorial Forest Takao Quasi-National Park) | 770          | 11. Dez. 1967 | 29812   | V    | Tokyo                          |
| Tanzawa-Ōyama-Quasi-Nationalpark (jap. 丹沢大山国定公園, Tanzawa ōyama kokutei kōen)                                                                        | 27.572       | 25. März 1965 | 3095    | V    | Kanagawa                       |
| Sado-Yahiko-Yoneyama-Quasi-Nationalpark (jap. 佐渡弥彦米山国定公園, Sawatari yahiko Yoneyama Kunisada kōen)                                                 | 29.464       | 27. Juli 1950 | 3094    | V    | Niigata                        |
| Noto-Hantō-Quasi-Nationalpark (jap. 能登半島国定公園, Notohantō kokutei kōen, „Noto-Halbinsel“)                                                             | 9.672        | 1. Mai 1968   | 3101    | V    | Toyama, Ishikawa               |
| Echizen-Kaga-Kaigan-Quasi-Nationalpark (jap. 越前加賀海岸国定公園, Echizen kagakaigan kokutei kōen, „… Echizen- [und] Kaga-Küste“)                          | 9.246        | 1. Mai 1968   | 3253    | V    | Ishikawa, Fukui                |
| Wakasa-Wan-Quasi-Nationalpark (jap. 若狭湾国定公園, Wakasawan kokutei kōen „… Wakasa-Bucht“)                                                                | 21.091       | 1. Juni 1955  | 3096    | V    | Fukui, Kyōto                   |
| Yatsugatake-Chūshin-Kōgen-Quasi-Nationalpark (jap. 八ヶ岳中信高原国定公園, Yatsugatakechūshinkōgen kokutei kōen)                                            | 39.857       | 1. Juni 1964  | 3092    | V    | Yamanashi, Nagano              |
| Tenryū-Oku-Mikawa-Quasi-Nationalpark (jap. 天竜奥三河国定公園, Tenryū okumikawa kokutei kōen)                                                               | 25.756       | 1. Okt. 1969  | 3255    | V    | Nagano, Shizuoka, Aichi        |
| Ibi-Sekigahara-Yōrō-Quasi-Nationalpark (jap. 揖斐関ヶ原養老国定公園, Ibi sekigahara yōrō kokutei kōen)                                                      | 20.219       | 28. Dez. 1970 | 3256    | V    | Gifu                           |
| Hida-Kiso-gawa-Quasi-Nationalpark (jap. 飛騨木曽川国定公園, Hida Kisogawa kokutei kōen, „Quasinationalpark Hida [und] Kiso“)                                | 18.075       | 3. März 1964  | 3257    | V    | Gifu, Aichi                    |
| Aichi-kōgen-Quasi-Nationalpark (jap. 愛知高原国定公園, Aichikōgen kokutei kōen)                                                                             | 21.705       | 28. Dez. 1970 | 3259    | V    | Aichi                          |
| Mikawa-Wan-Quasi-Nationalpark (jap. 三河湾国定公園, Mikawa-wan kokutei kōen, „Quasinationalpark Mikawa-Bucht“)                                              | 9.443        | 10. Apr. 1958 | 3258    | V    | Aichi                          |
| Suzuka-Quasi-Nationalpark (jap. 鈴鹿国定公園, Suzuka kokutei kōen)                                                                                          | 29.821       | 22. Juli 1968 | 3093    | V    | Mie, Shiga                     |
| Muroo-Akame-Aoyama-Quasi-Nationalpark (jap. 室生赤目青山国定公園, Murou akame Aoyama kokutei kōen)                                                          | 26.308       | 28. Dez. 1970 | 3260    | V    | Nara                           |
| Biwako-Quasi-Nationalpark (jap. 琵琶湖国定公園, Biwako kokutei kōen, „Quasinationalpark Biwa-See“)                                                          | 97.672       | 24. Juli 1950 | 3261    | V    | Shiga, Kyōto                   |
| Meiji-no-Mori-Minoo-Quasi-Nationalpark (jap. 明治の森箕面国定公園, Meijinomoriminoo kokutei kōen, engl. "Meiji Memorial Forest Minoo...")                   | 963          | 11. Dez. 1967 | 29813   | V    | Osaka                          |
| Kongō-Ikoma-Kisen-Quasi-Nationalpark (jap. 金剛生駒紀泉国定公園, „Quasinationalpark Kōngō, Ikoma [und] Kii & Izumi[-Gebirge]“)                              | 15.564       | 10. Apr. 1958 | 3264    | V    | Osaka, Nara                    |
| Hyōnosen-Ushiroyama-Nagisan-Quasi-Nationalpark (jap. 氷ノ山後山那岐山国定公園, Hyōnosen Ushiroyama Nagisan kokutei kōen)                                    | 48.803       | 10. Apr. 1969 | 3266    | V    | Hyōgo, Tottori, Okayama        |
| Yamato-Aogaki-Quasi-Nationalpark (jap. 大和青垣国定公園, Yamatoaogaki kokutei kōen)                                                                         | 5.742        | 28. Dez. 1970 | 3263    | V    | Nara                           |
| Kōya-Ryūjin-Quasi-Nationalpark (jap. 高野竜神国定公園, Takano Ryūjin Kunisada kōen)                                                                         | 19.198       | 23. März 1967 | 3265    | V    | Nara, Wakayama                 |
| Hiba-Dōgo-Taishaku-Quasi-Nationalpark (jap. 比婆道後帝釈国定公園, Hibadōgotaishaku kokutei kōen)                                                            | 7.808        | 24. Juli 1963 | 3267    | V    | Tottori, Shimane, Hiroshima    |
| Nishi-Chūgoku-Sanchi-Quasi-Nationalpark (jap. 西中国山地国定公園, Nishi-Chūgoku-sanchi kokutei kōen, „Quasinationalpark Westliches Chūgoku-Gebirge“)        | 28.553       | 10. Jan. 1969 | 3268    | V    | Shimane, Hiroshima, Yamaguchi  |
| Kita-Nagato-Kaigan-Quasi-Nationalpark (jap. 北長門海岸国定公園, Kitanagatokaigan kokutei kōen, „… Nördliche Nagato-Küste“)                                  | 8.021        | 1. Nov. 1955  | 3269    | V    | Yamaguchi                      |
| Akiyoshidai-Quasi-Nationalpark (jap. 秋吉台国定公園, Akiyoshidai kokutei kōen)                                                                              | 4.502        | 1. Nov. 1955  | 3270    | V    | Yamaguchi                      |
| Tsurugisan-Quasi-Nationalpark (jap. 剣山国定公園, Tsurugisankokuteikōen, „Quasinationalpark Tsurugi“)                                                       | 20.961       | 3. März 1964  | 3271    | V    | Tokushima, Kōchi               |
| Muroto-Anan-Kaigan-Quasi-Nationalpark (jap. 室戸阿南海岸国定公園, Murotoanan kaigan kokutei kōen)                                                           | 7.216        | 1. Juni 1964  | 3104    | V    | Tokushima, Kōchi               |
| Ishizuchi-Quasi-Nationalpark (jap. 石鎚国定公園, Ishidzuchikokuteikōen)                                                                                     | 10.683       | 1. Nov. 1955  | 3272    | V    | Ehime, Kōchi                   |
| Kita-Kyūshū-Quasi-Nationalpark (jap. 北九州国定公園, Kitakyūshū kokutei kōen)                                                                               | 8.249        | 16. Okt. 1972 | 3273    | V    | Fukuoka                        |
| Genkai-Quasi-Nationalpark (jap. 玄海国定公園, Genkaikokuteikōen)                                                                                            | 10.561       | 1. Juni 1956  | 3100    | V    | Fukuoka, Saga, Nagasaki        |
| Yaba-Hita-Hikosan-Quasi-Nationalpark (jap. 耶馬日田英彦山国定公園, Yaba-Hita-Hikosan Kokutei Kōen)                                                          | 85.023       | 29. Juli 1950 | 3275    | V    | Fukuoka, Kumamoto, Ōita        |
| Iki-Tsushima-Quasi-Nationalpark (jap. 壱岐対馬国定公園, Ikitsushimakokuteikōen)                                                                             | 11.950       | 22. Juli 1968 | 3274    | V    | Nagasaki                       |
| Kyūshū-Chūō-Sanchi-Quasi-Nationalpark (jap. 九州中央山地国定公園, Kyūshūchūōsanchikokuteikōen, „Quasinationalpark Zentralgebirge [von] Kyūshū“)             | 27.096       | 15. Mai 1982  | 12288   | V    | Kumamoto, Miyazaki             |
| Nippō-Kaigan-Quasi-Nationalpark (jap. 日豊海岸国定公園, Nippō kaigan kokutei kōen, „Quasinationalpark Hyūga- & Bungo-Küste“)                                | 8.518        | 15. Feb. 1974 | 3102    | V    | Ōita, Miyazaki                 |
| Sobo-Katamuki-Quasi-Nationalpark (jap. 祖母傾国定公園, Sobokatamuki kokutei kōen)                                                                           | 22.000       | 25. März 1965 | 3276    | V    | Ōita, Miyazaki                 |
| Nichinan-Kaigan-Quasi-Nationalpark (jap. 日南海岸国定公園, Nichinan kaigan kokutei kōen, „… Nichinan[=Süd-Hyūga]-Küste“)                                    | 4.542        | 1. Juni 1955  | 3107    | V    | Miyazaki, Kagoshima            |
| Amami-Guntō-Quasi-Nationalpark (奄美群島国定公園, Amami guntō kokutei kōen, „Quasinationalpark Amami-Inselgruppe“; ab 2017 gleichnamiger Nationalpark)      | 7.861        | 15. Feb. 1974 | 3103    | V    | Kagoshima                      |
| Okinawa-Kaigan-Quasi-Nationalpark (jap. 沖縄海岸国定公園, Okinawakaigankokuteikōen)                                                                         | 10.320       | 15. Mai 1972  | 3105    | V    | Okinawa                        |
| Okinawa-Senseki-Quasi-Nationalpark (jap. 沖縄戦跡国定公園, Okinawa senseki kokutei kōen)                                                                    | 3.127        | 15. Mai 1972  | 3277    | V    | Okinawa                        |
| Tango-Amanohashidate-Ōeyama-Quasi-Nationalpark (jap. 丹後天橋立大江山国定公園, Tango amanohashidate kokutei kōen)                                           | 19.023       | 3. Aug. 2007  |         |      | Kyōto                          |

## Galerie

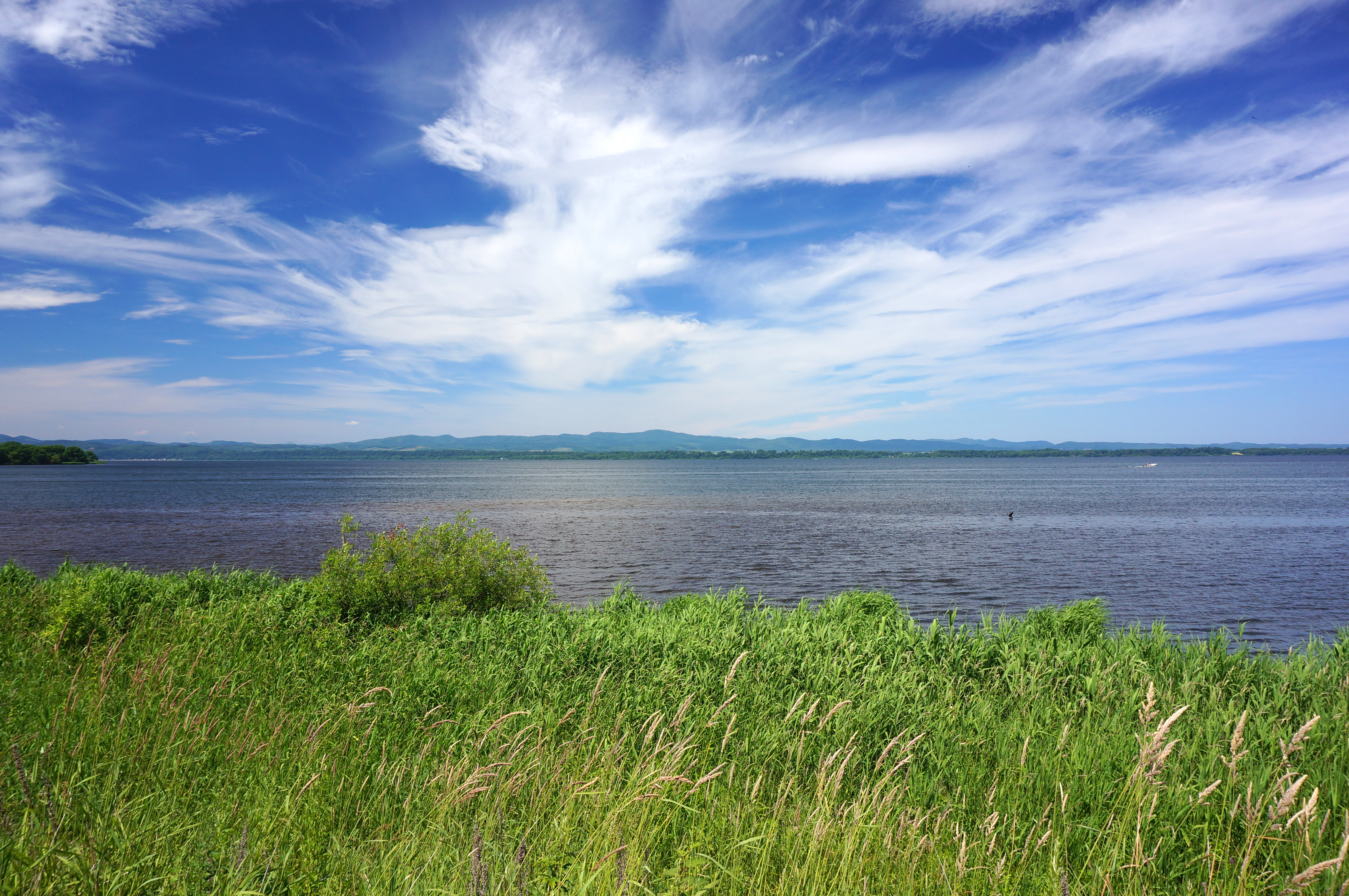
Abashiri-Quasi-Nationalpark
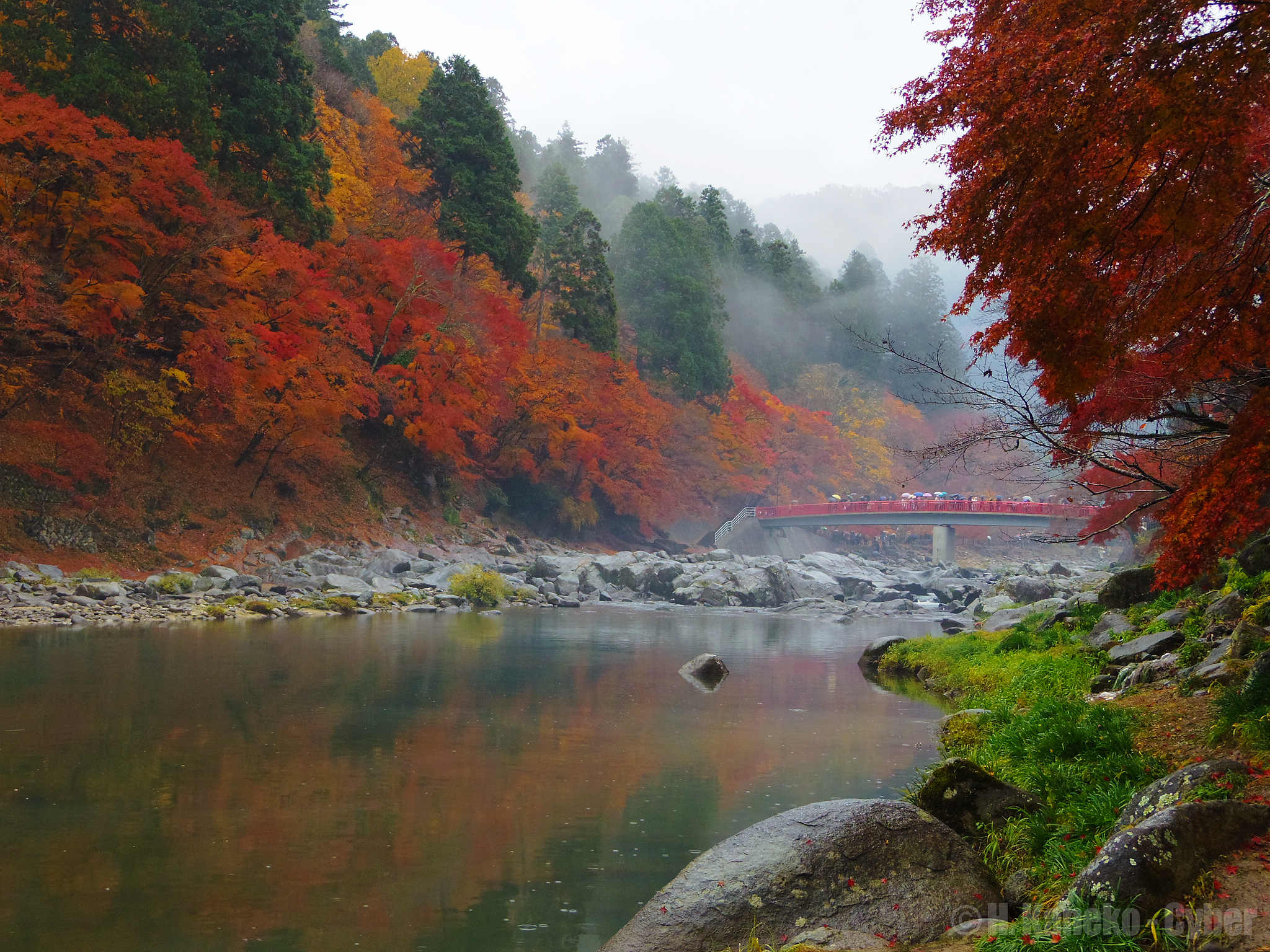
Aichi-kōgen-Quasi-Nationalpark
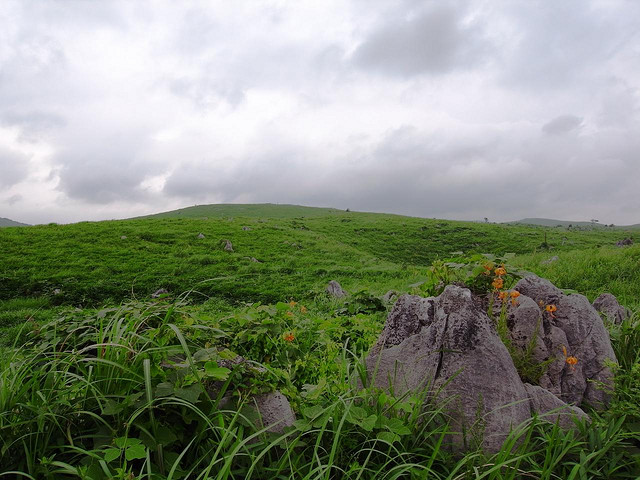
Akiyoshidai-Quasi-Nationalpark
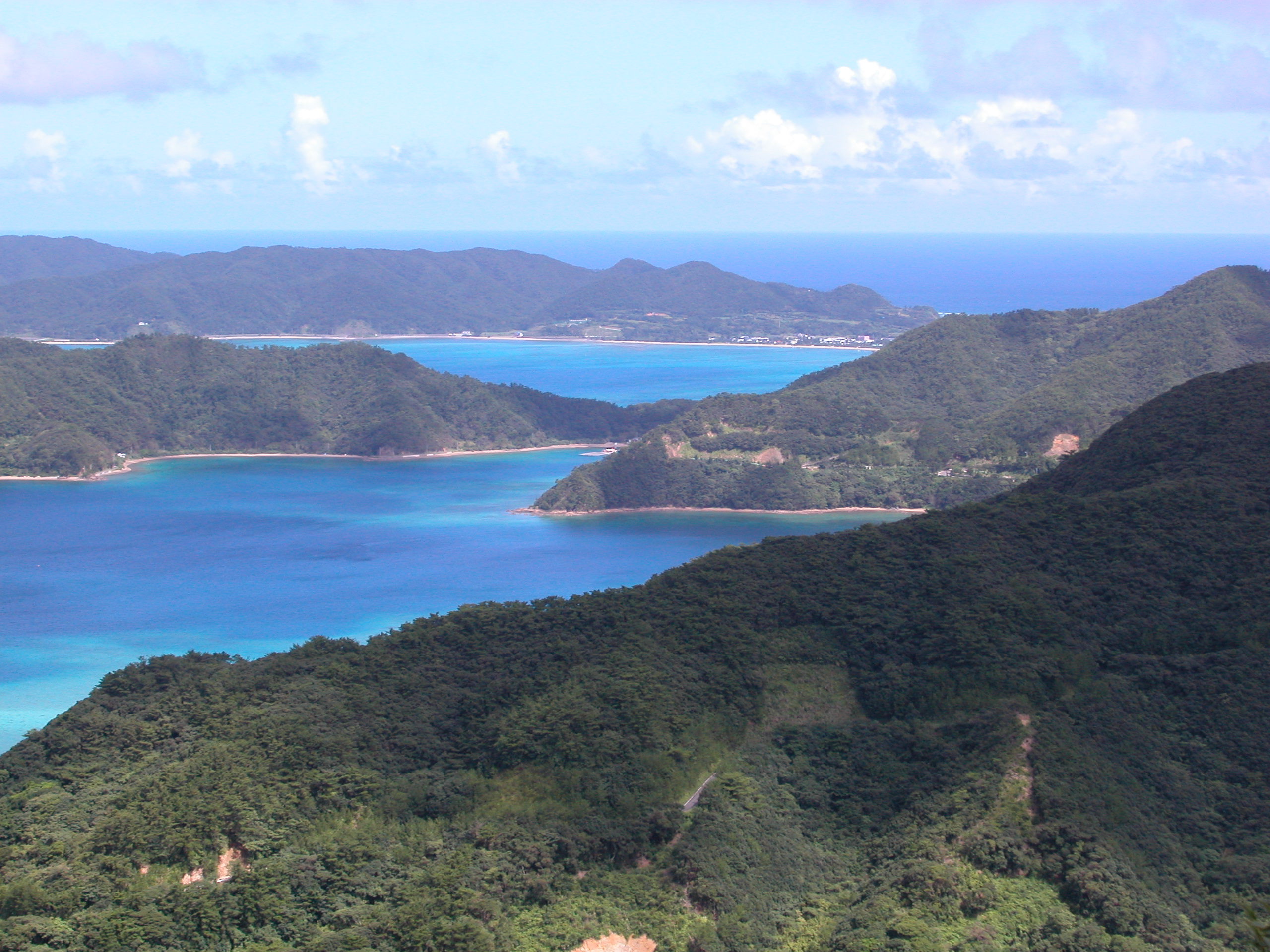
Amami-Guntō-Quasi-Nationalpark
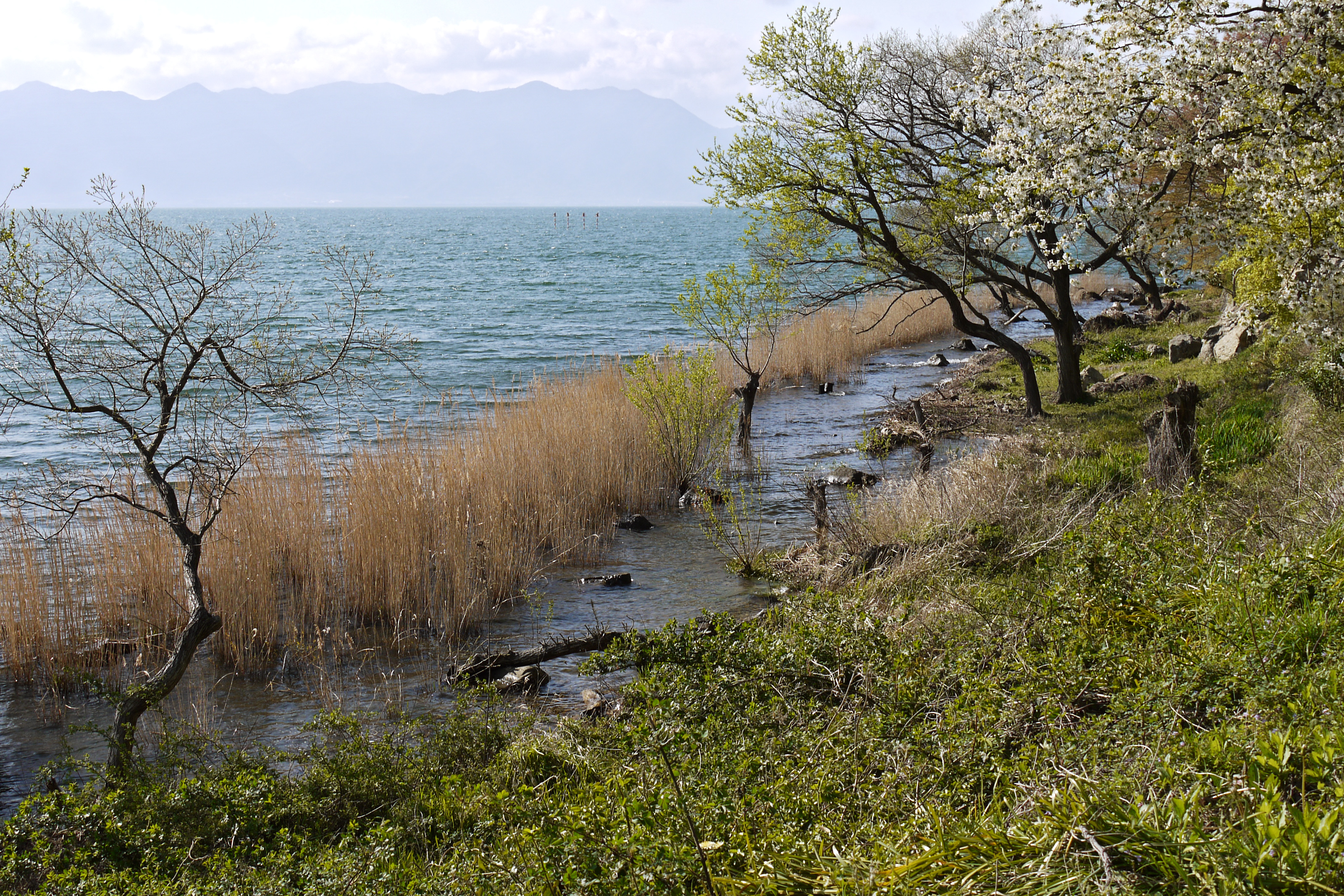
Biwako-Quasi-Nationalpark
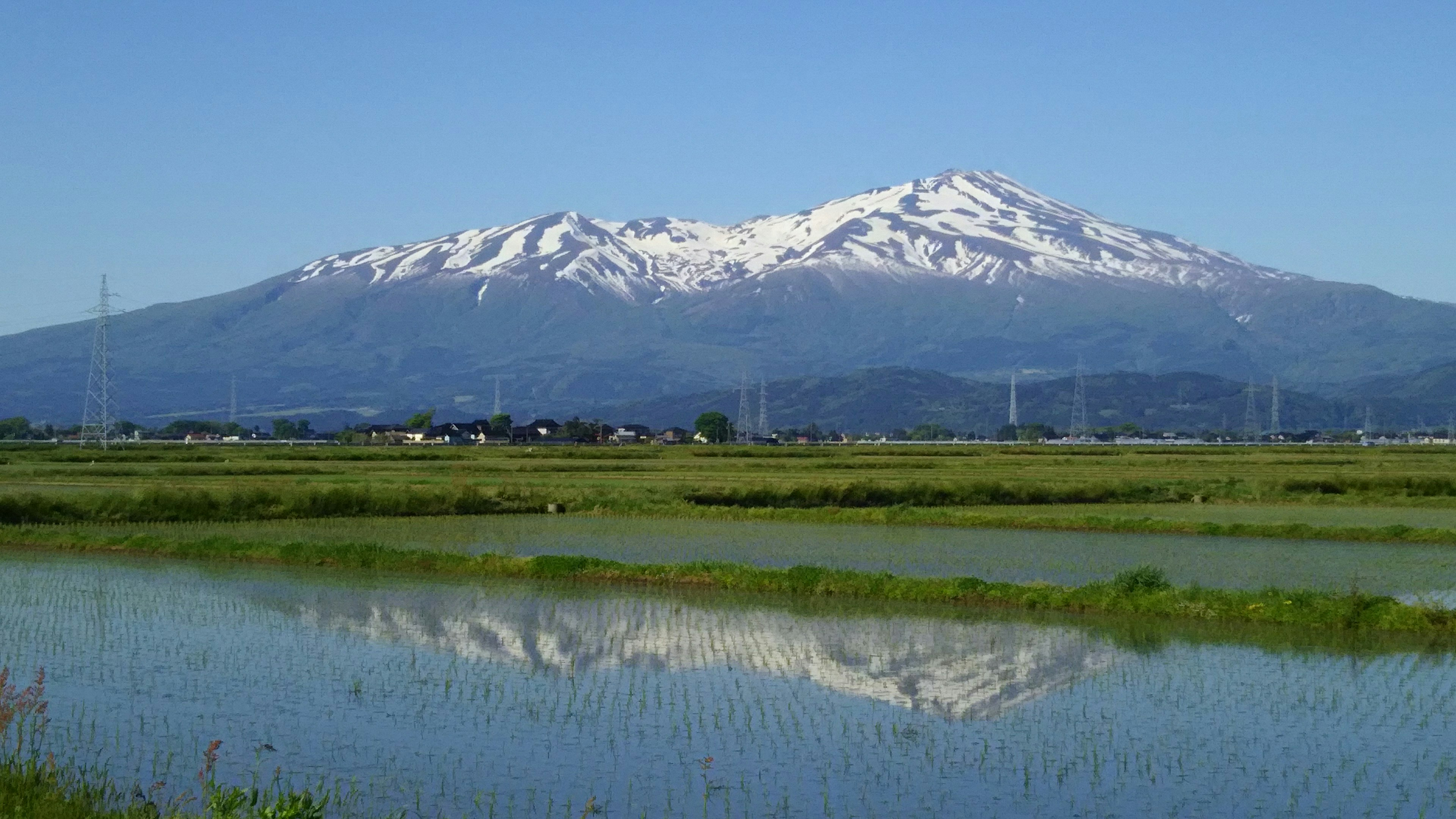
Chōkai-Quasi-Nationalpark
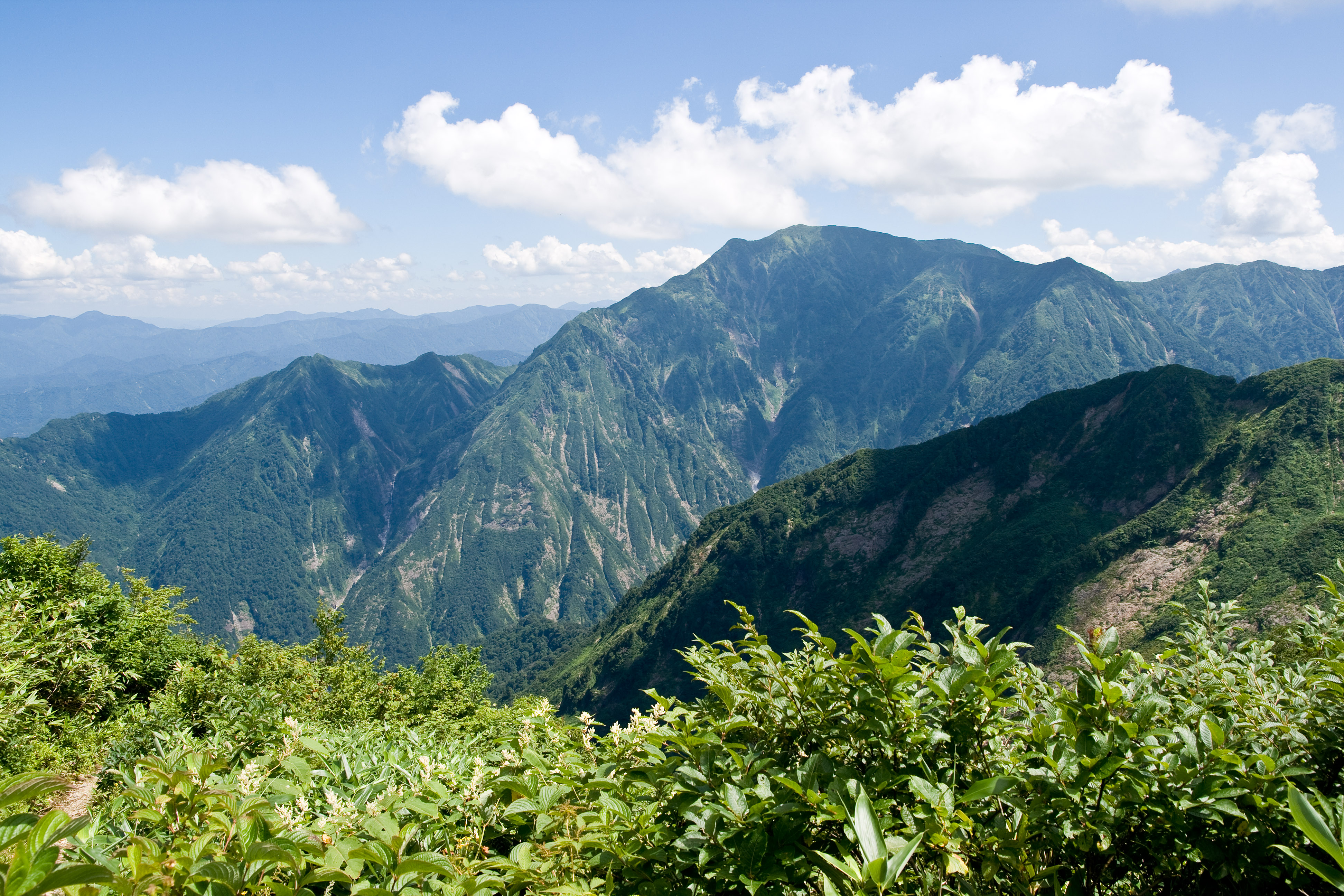
Echigo-Sanzan-Tadami-Quasi-Nationalpark
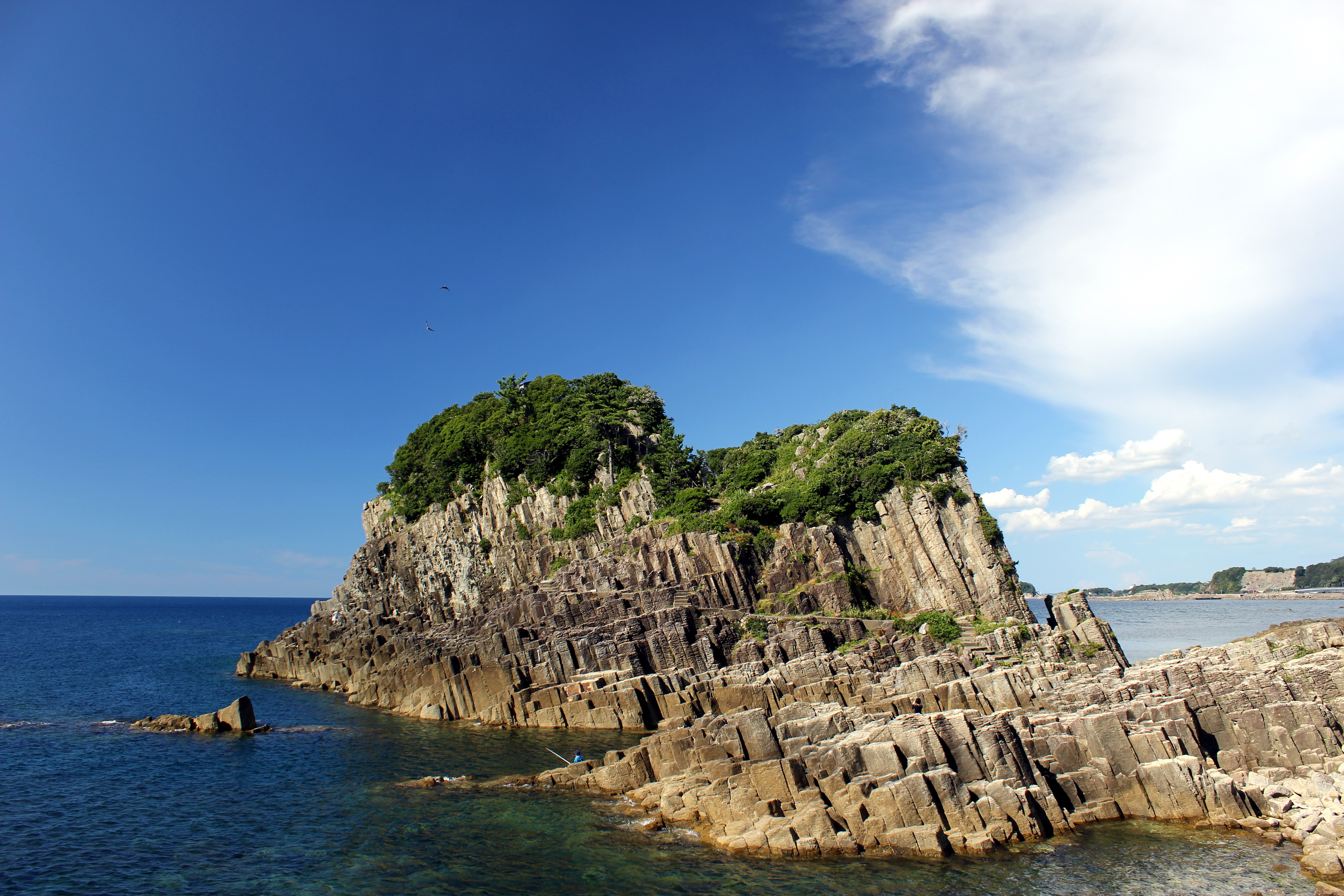
Echizen-Kaga-Kaigan-Quasi-Nationalpark
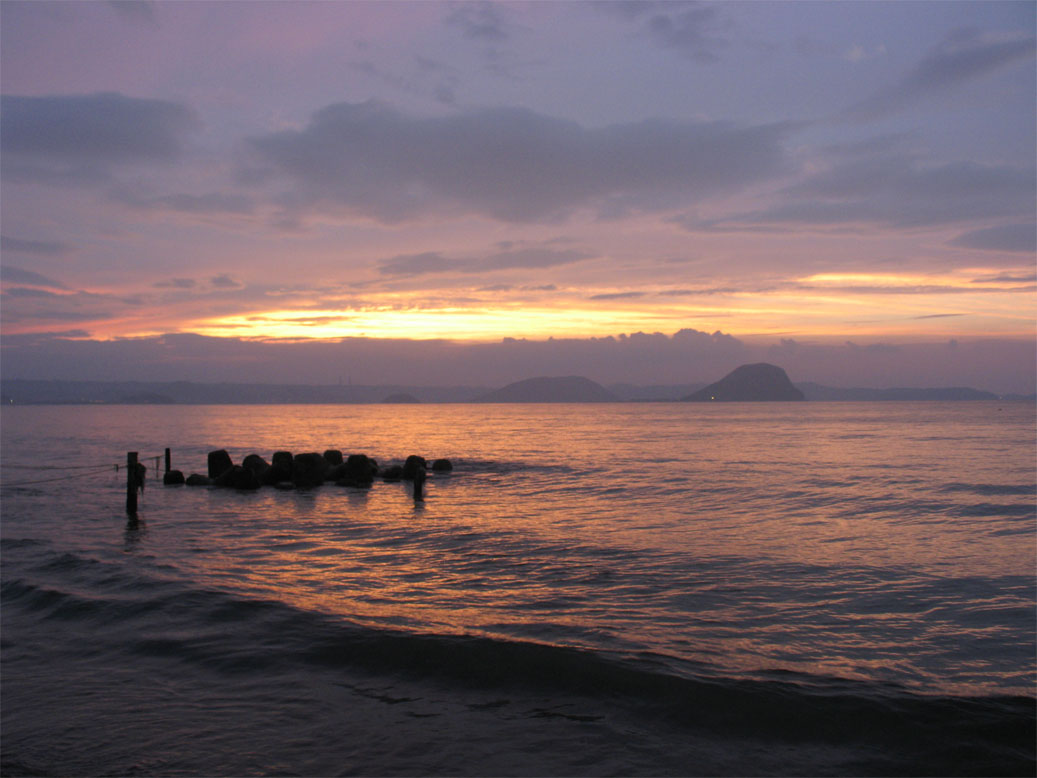
Genkai-Quasi-Nationalpark
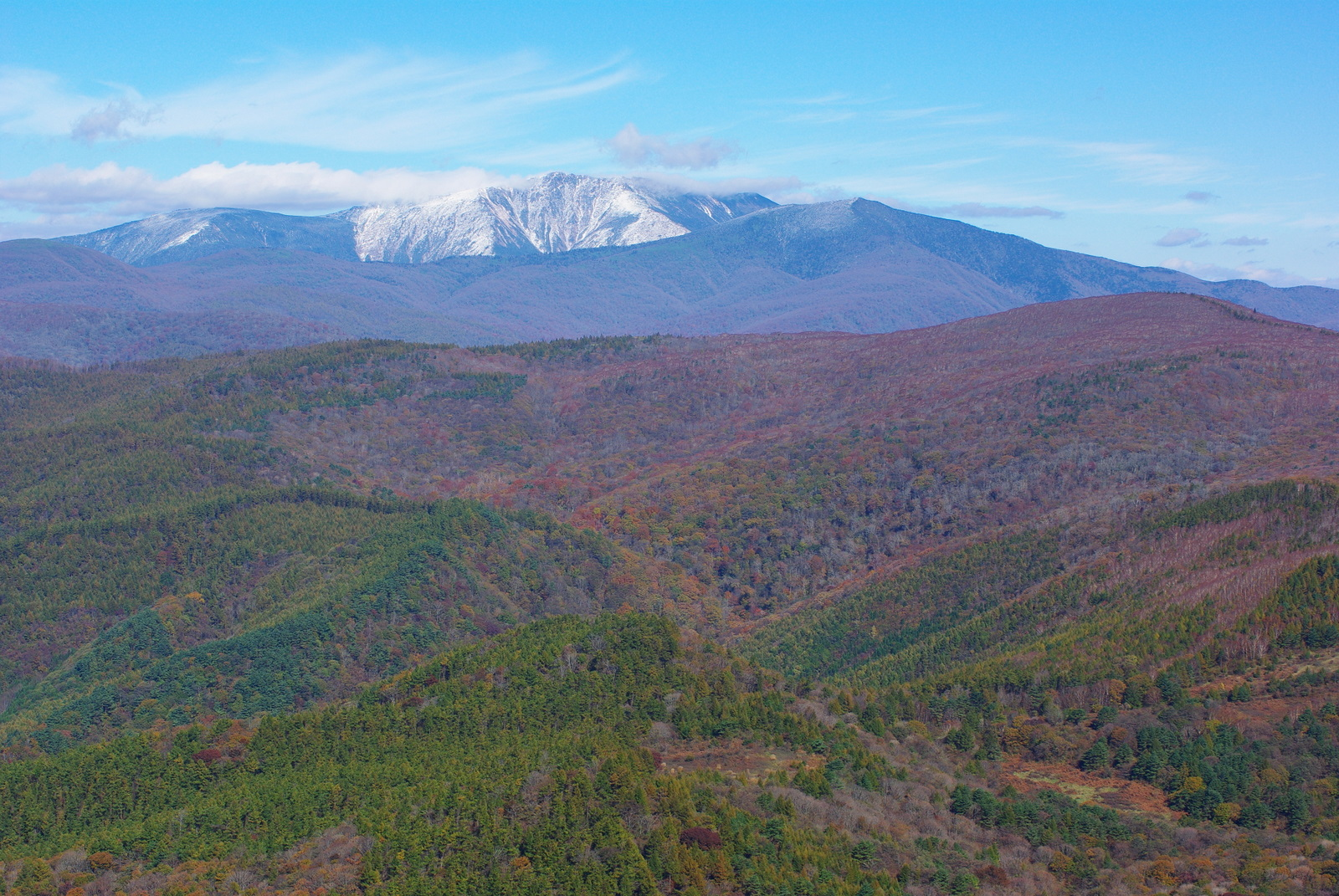
Hayachine-Quasi-Nationalpark
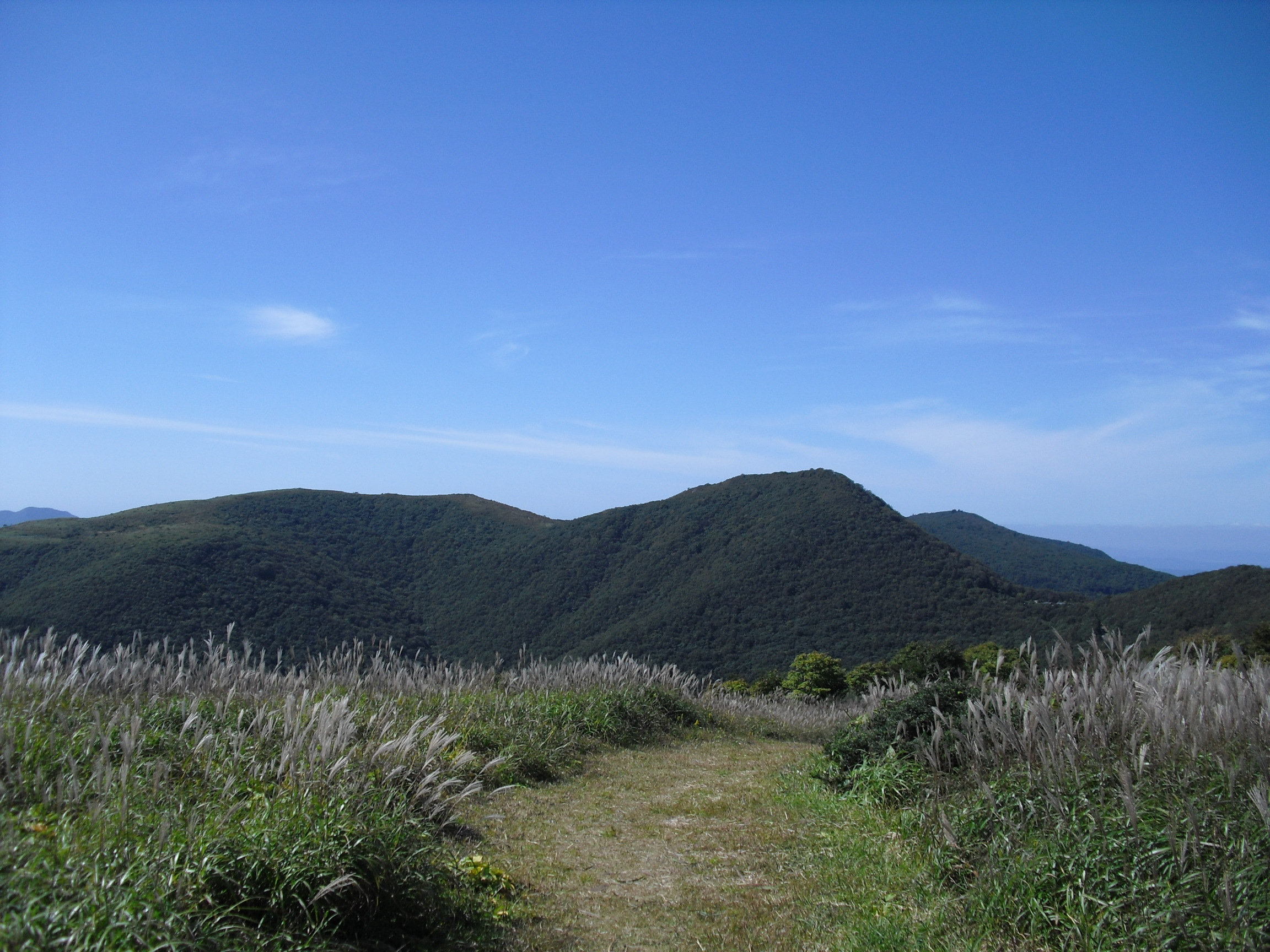
Hiba-Dōgo-Taishaku-Quasi-Nationalpark
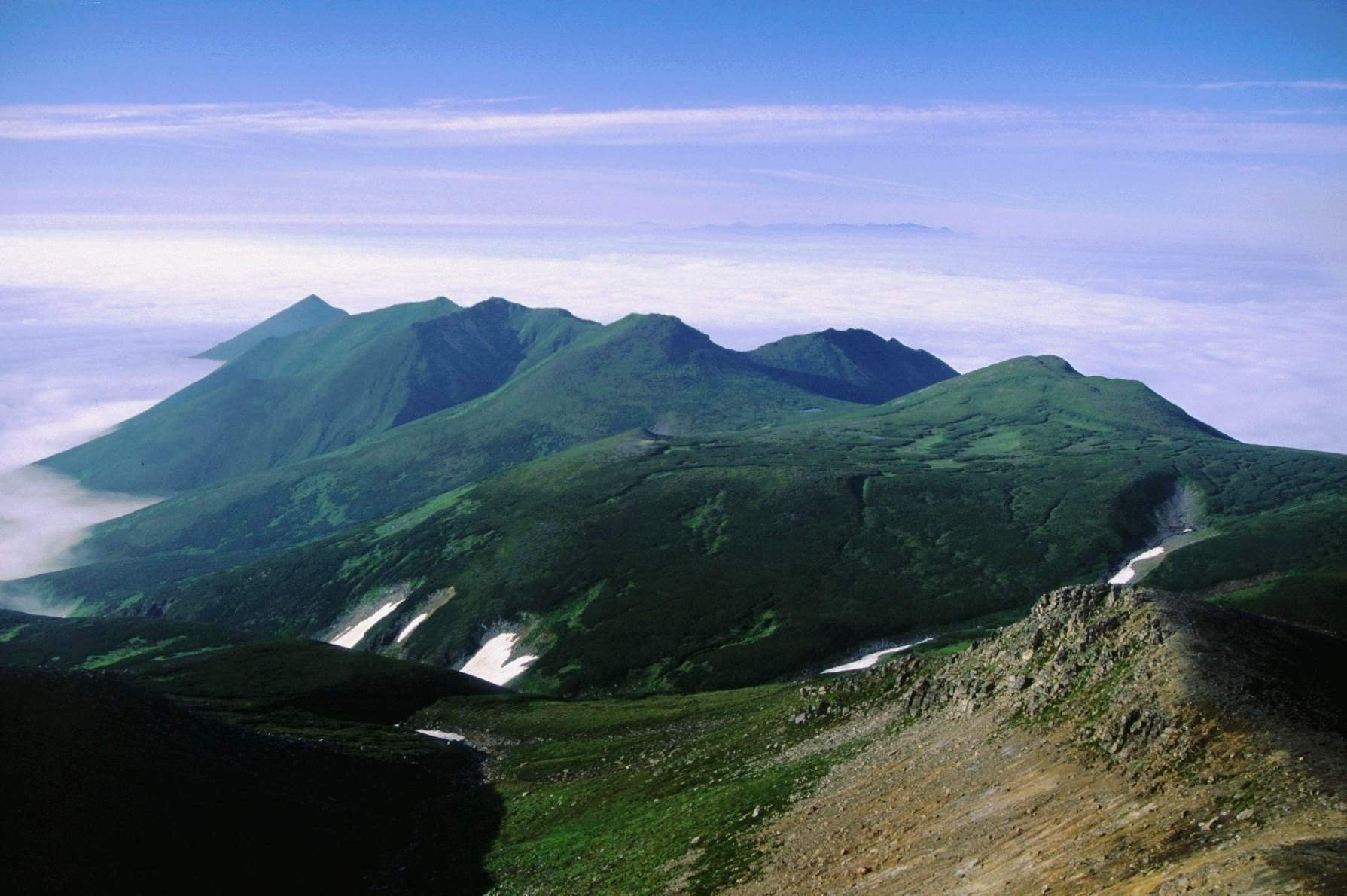
Hidaka-Sanmyaku-Erimo-Quasi-Nationalpark
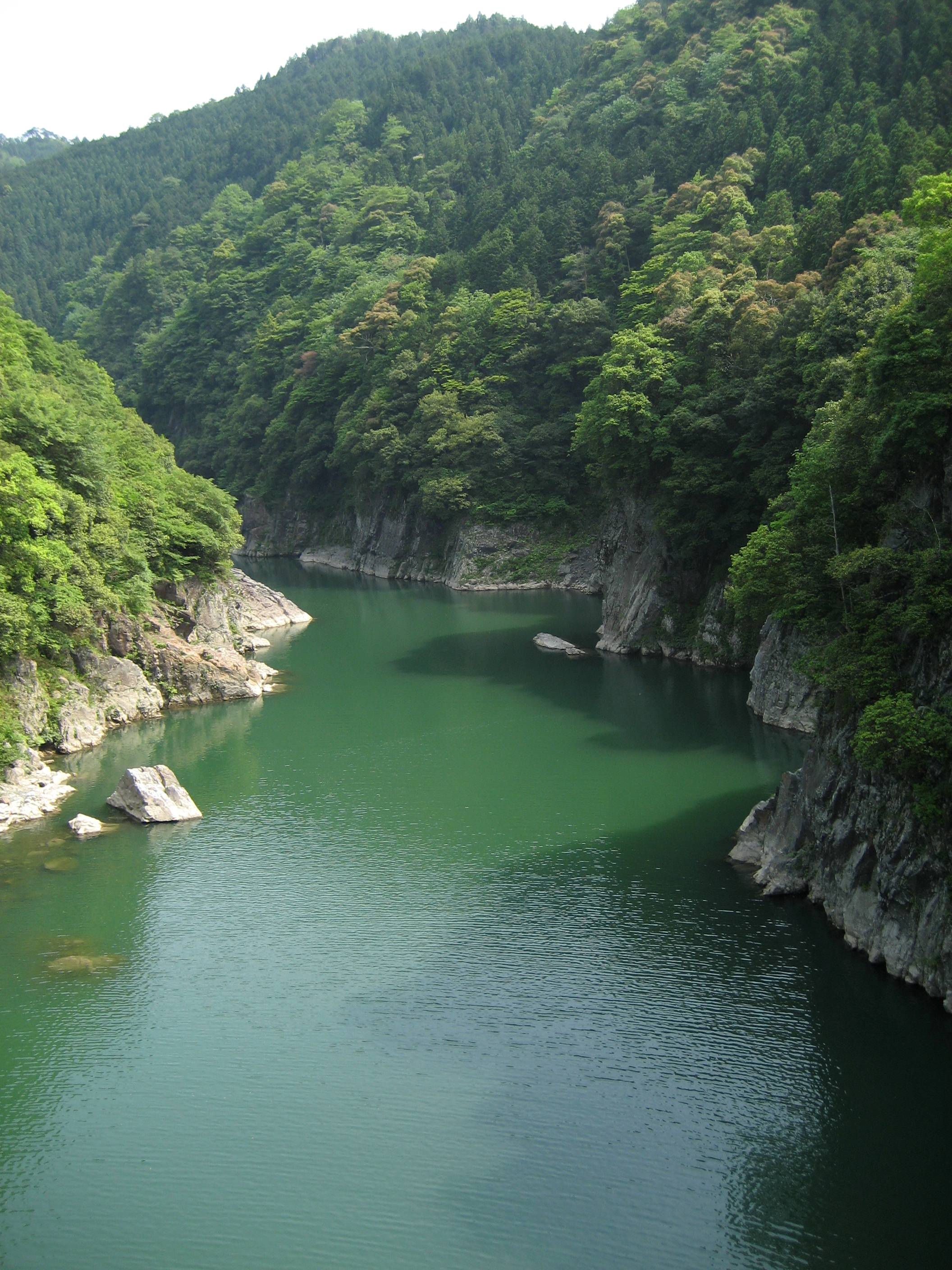
Hida-Kiso-gawa-Quasi-Nationalpark
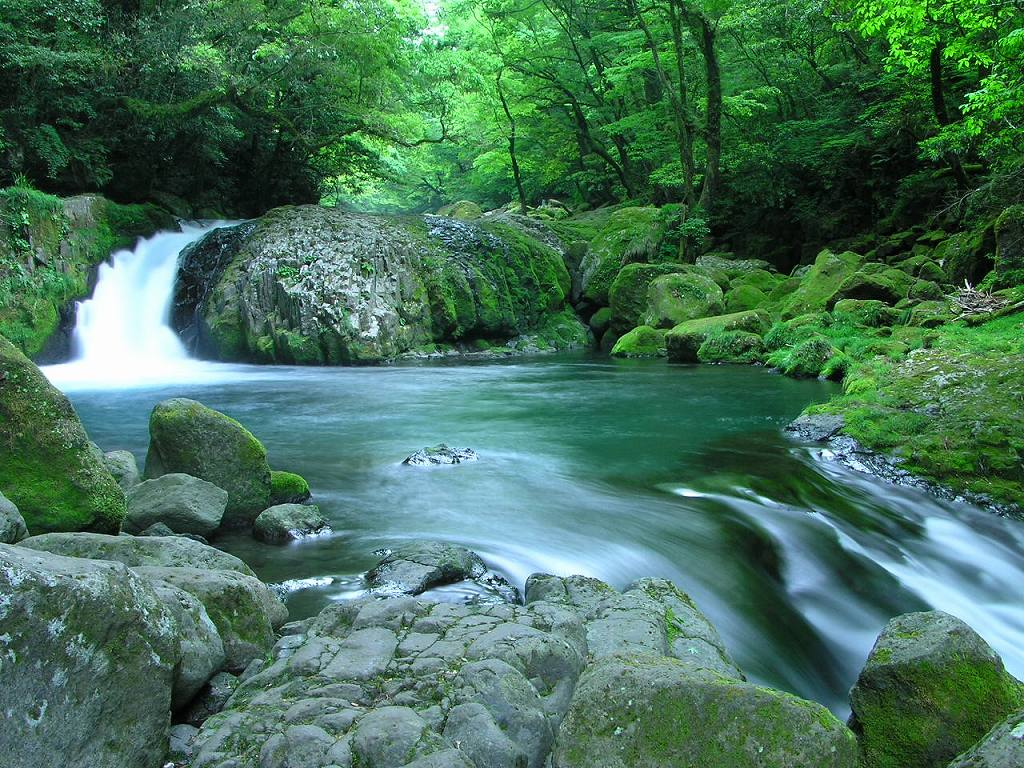
Hyōnosen-Ushiroyama-Nagisan-Quasi-Nationalpark
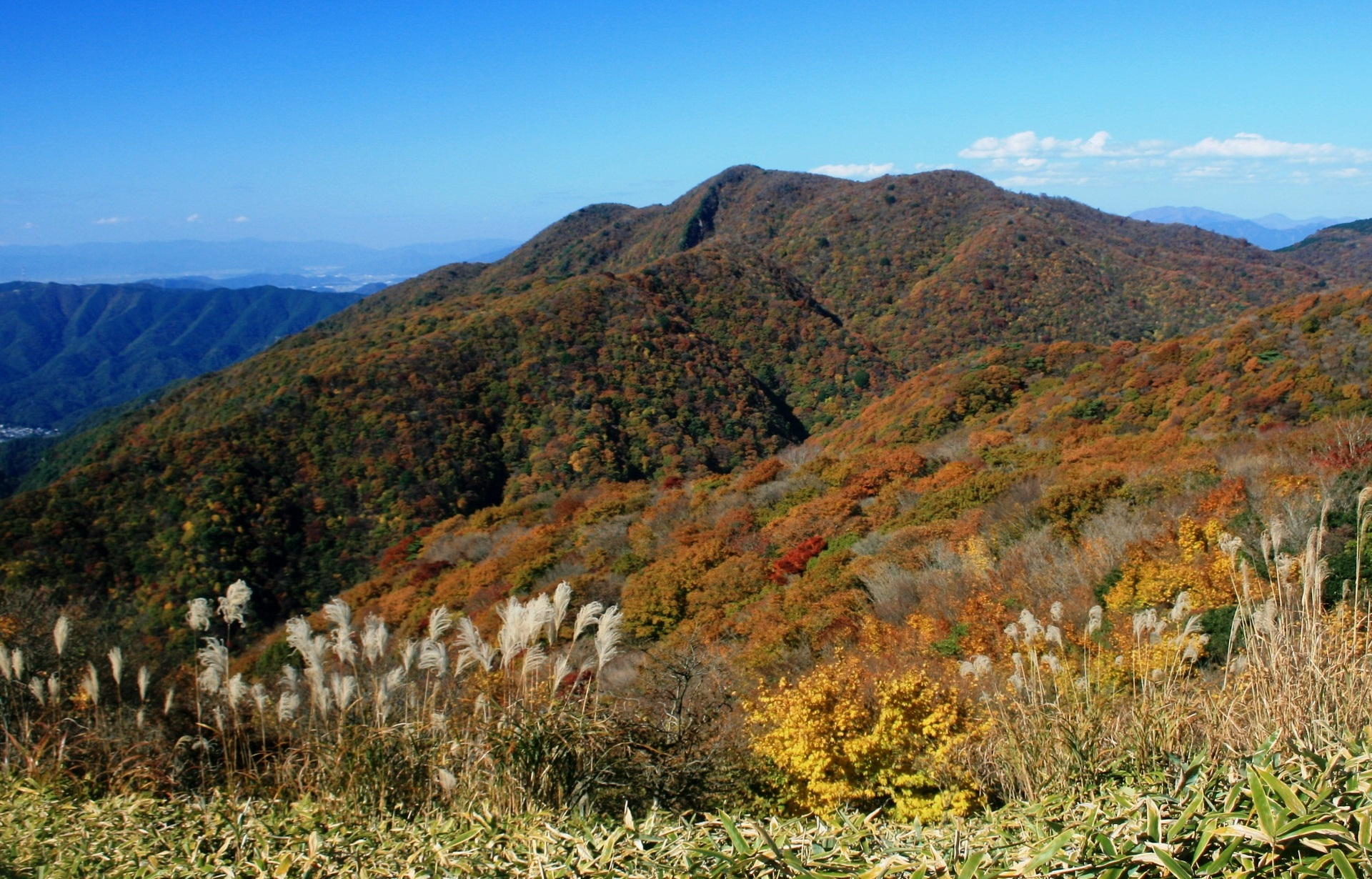
Ibi-Sekigahara-Yōrō-Quasi-Nationalpark
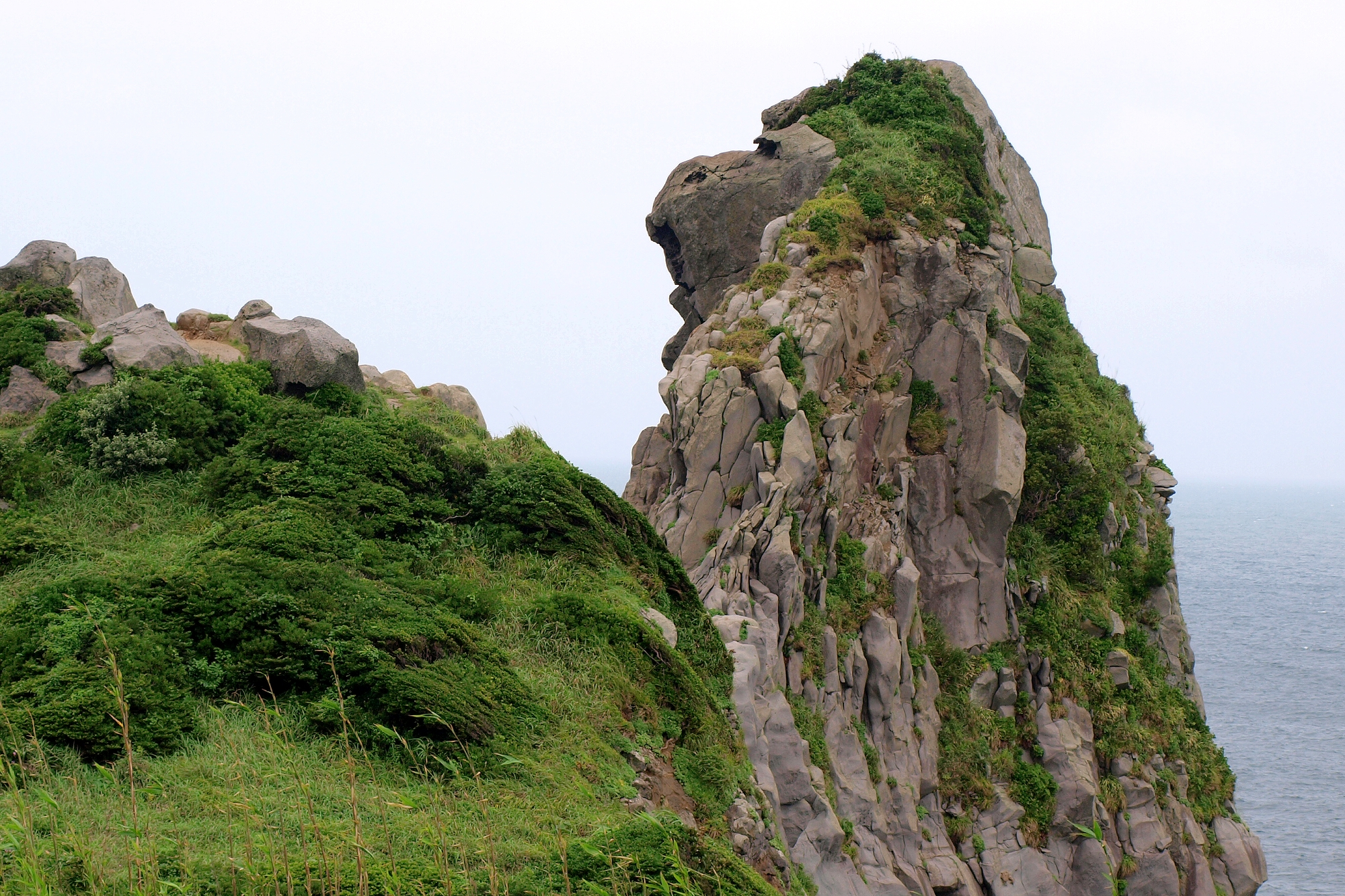
Iki-Tsushima-Quasi-Nationalpark
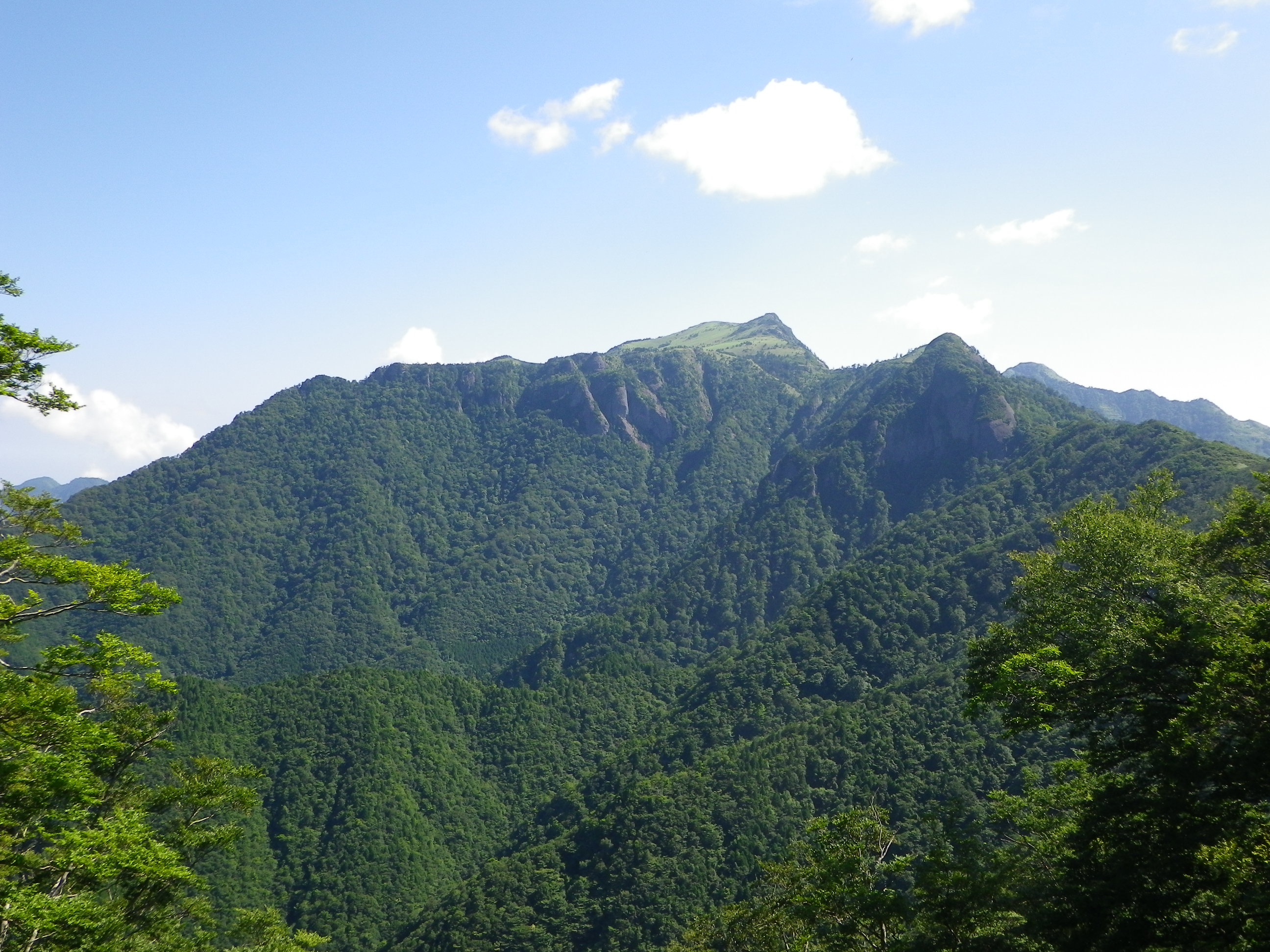
Ishizuchi-Quasi-Nationalpark
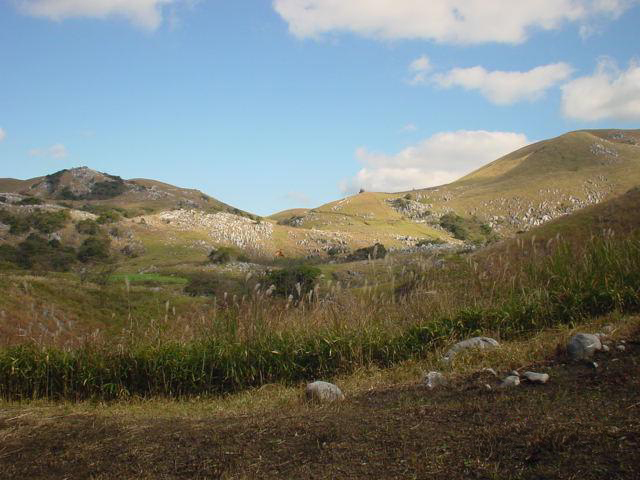
Kita-Kyūshū-Quasi-Nationalpark
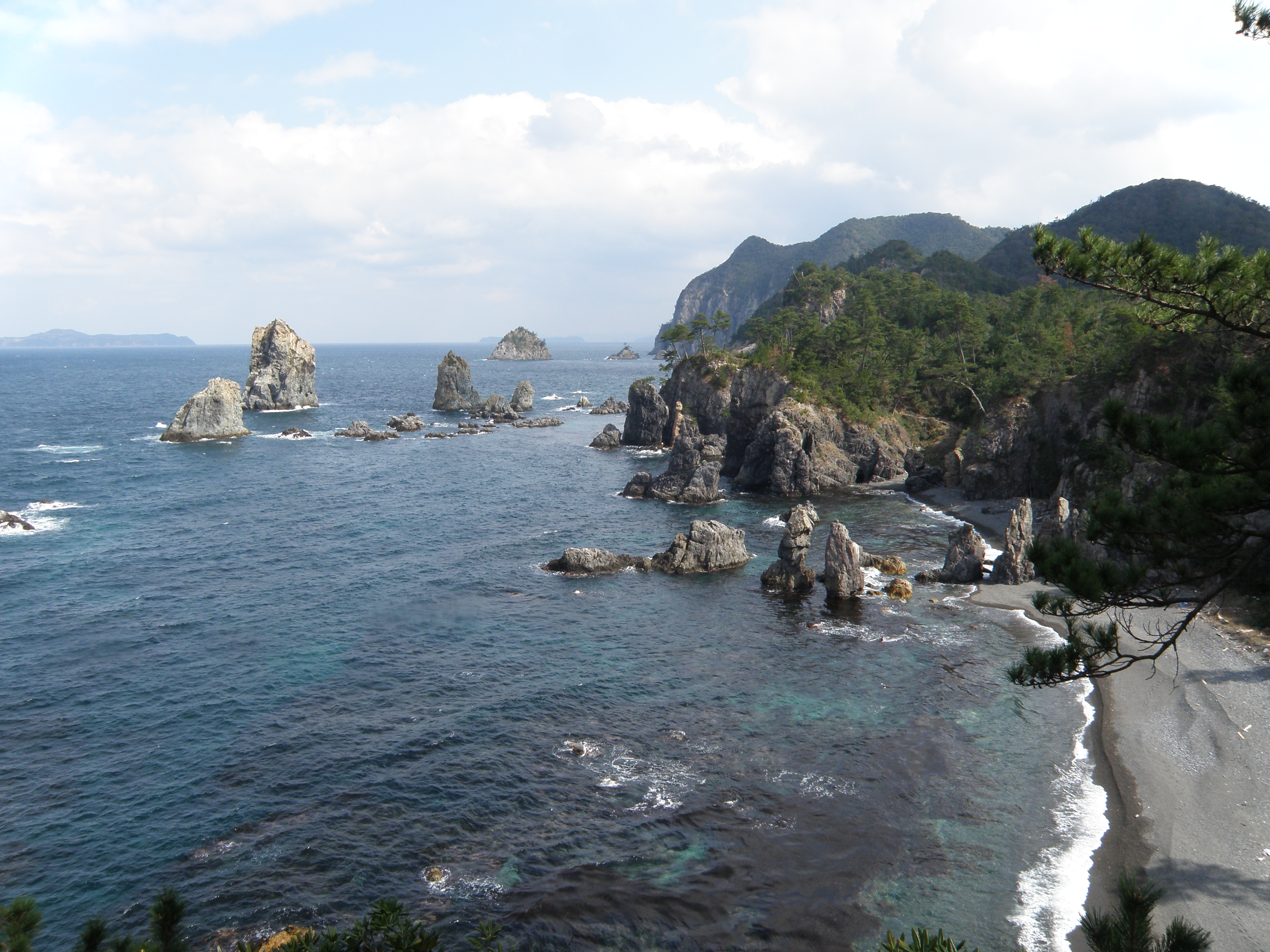
Kita-Nagato-Kaigan-Quasi-Nationalpark
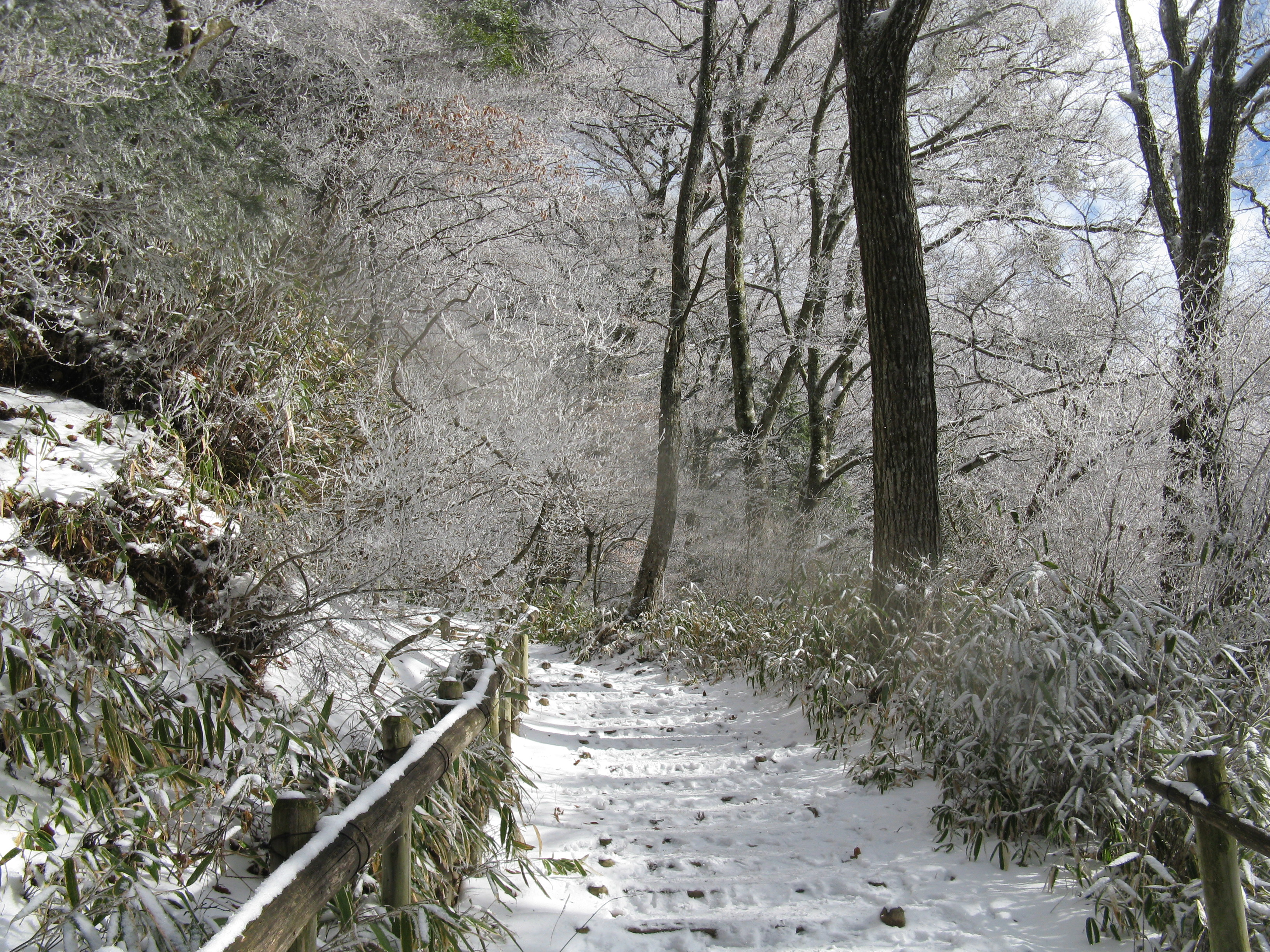
Kongō-Ikoma-Kisen-Quasi-Nationalpark
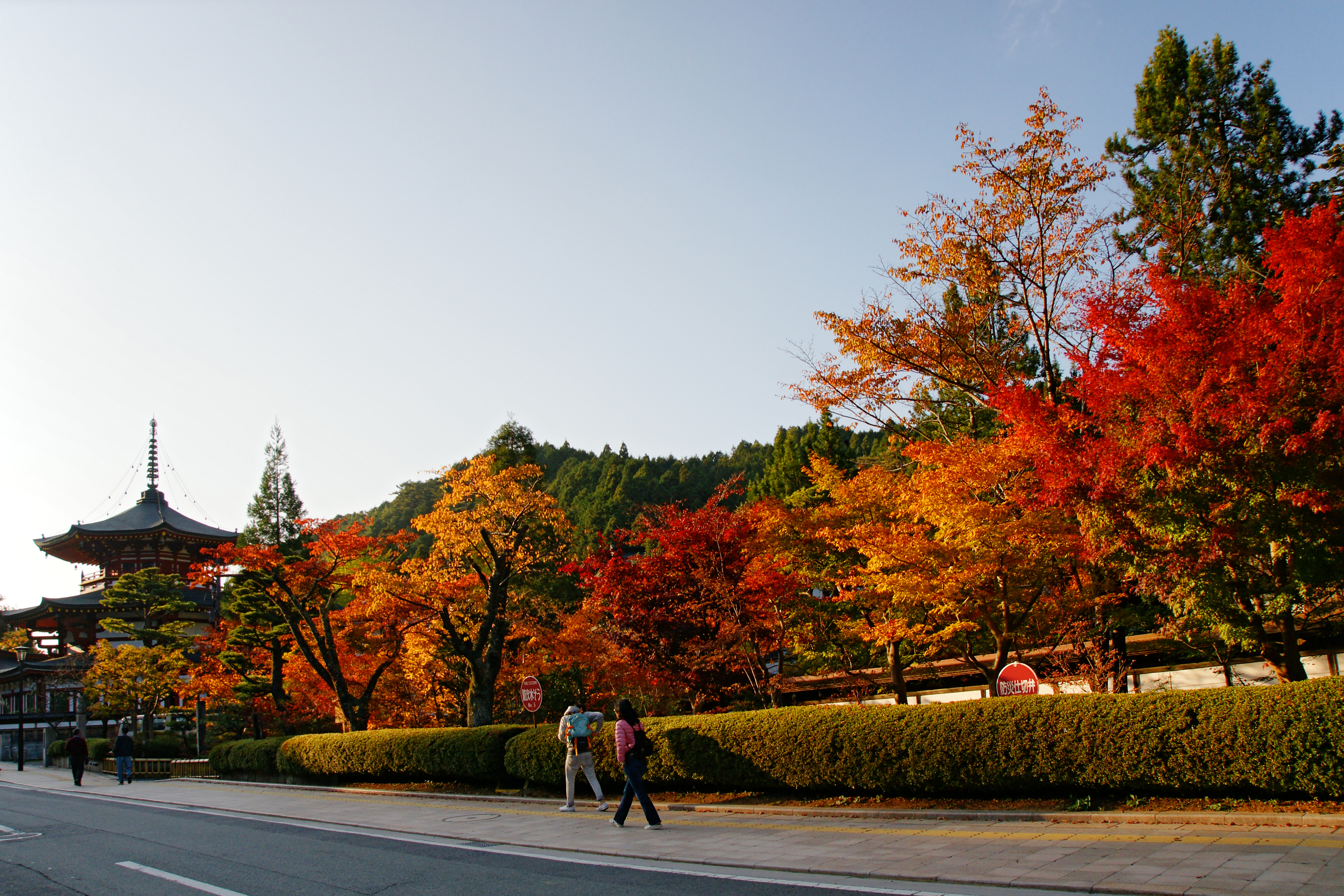
Kōya-Ryūjin-Quasi-Nationalpark
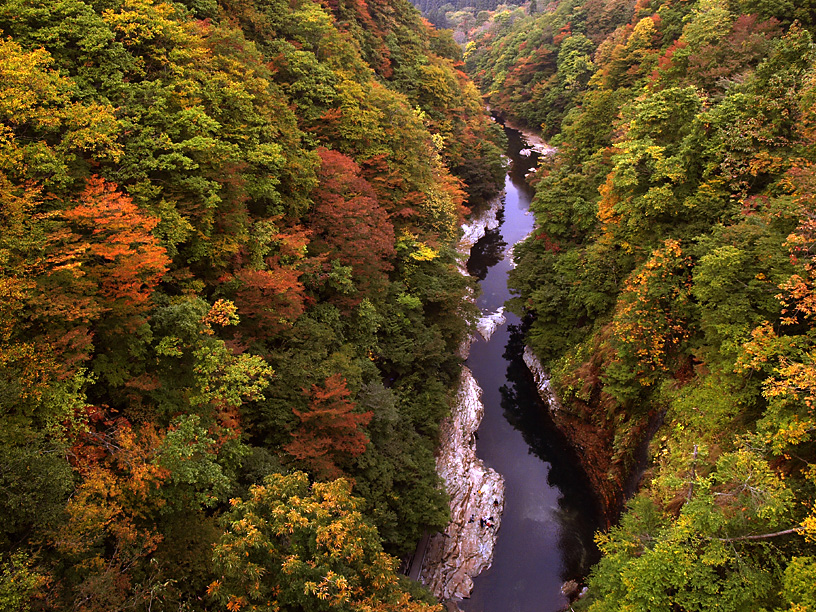
Kurikoma-Quasi-Nationalpark
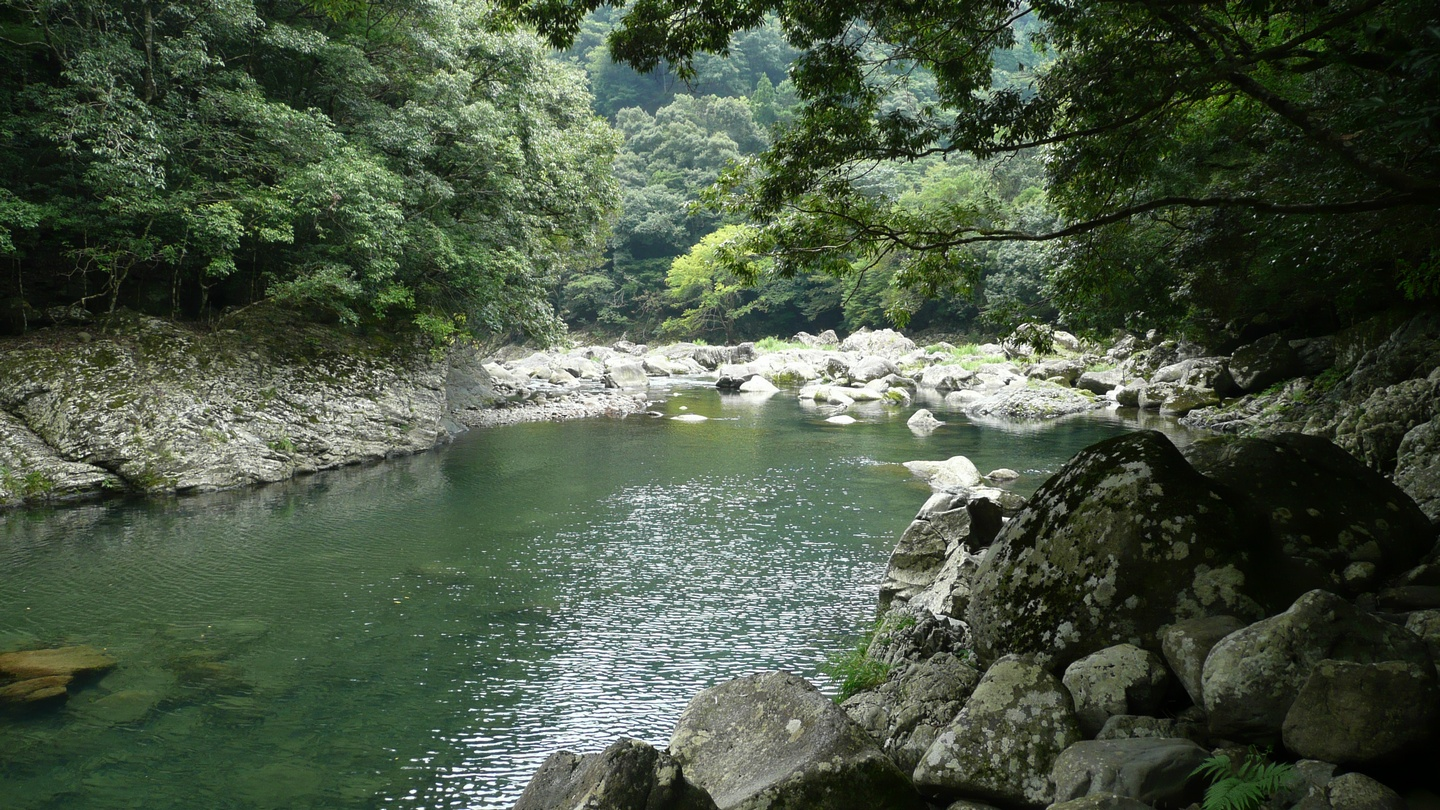
Kyūshū-Chūō-Sanchi-Quasi-Nationalpark
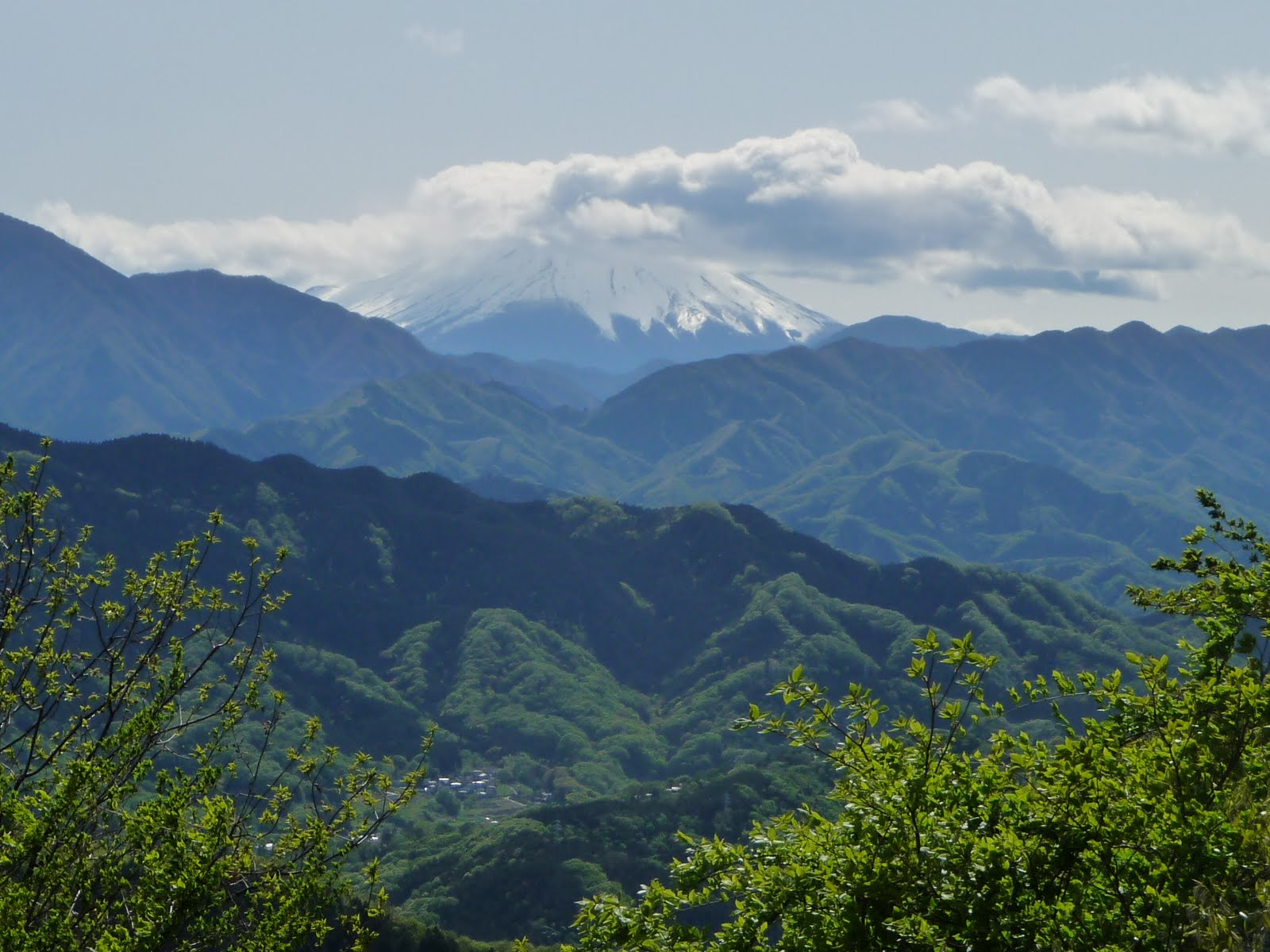
Meiji-no-Mori-Takao-Quasi-Nationalpark
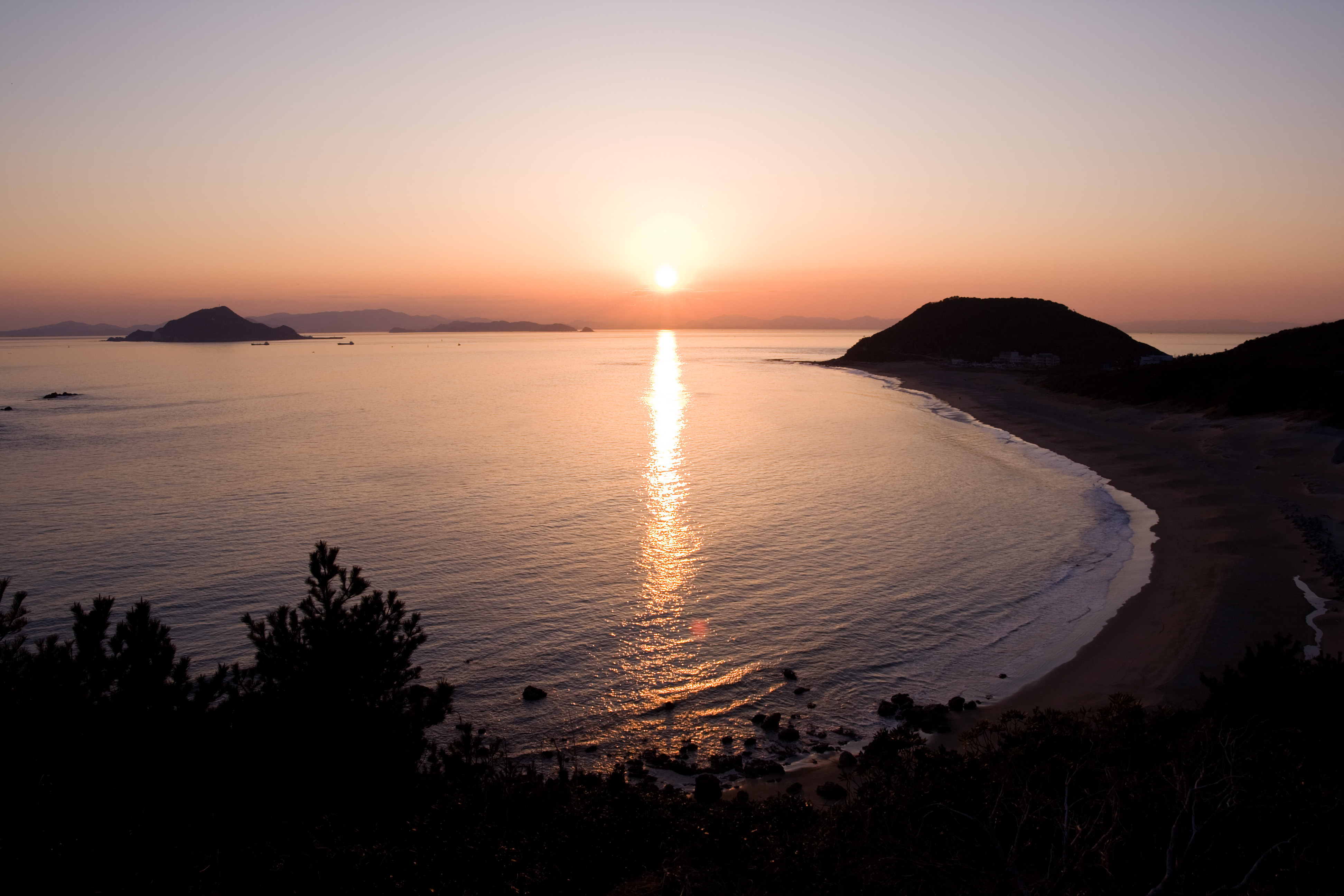
Mikawa-Wan-Quasi-Nationalpark
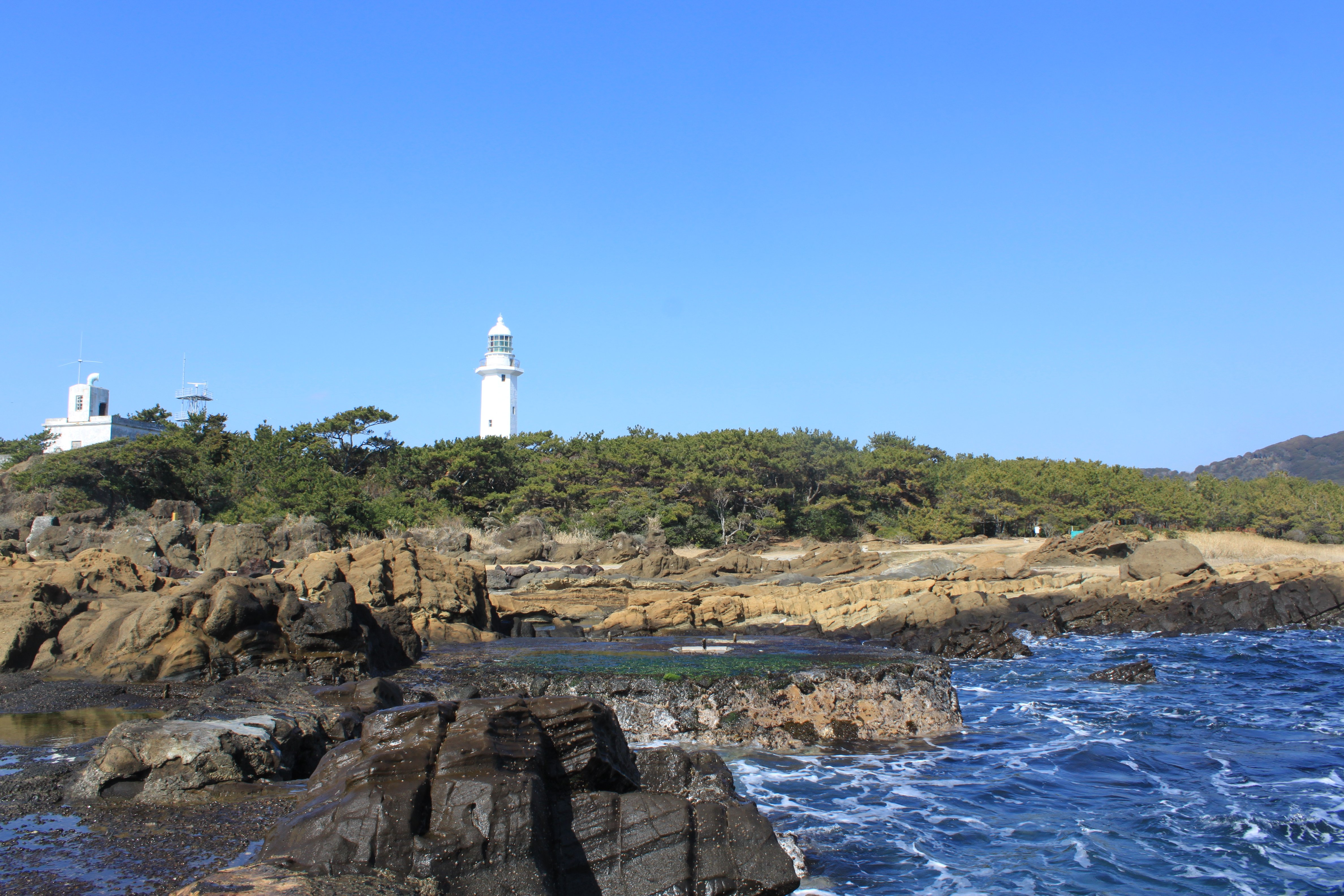
Minami-Bōsō-Quasi-Nationalpark
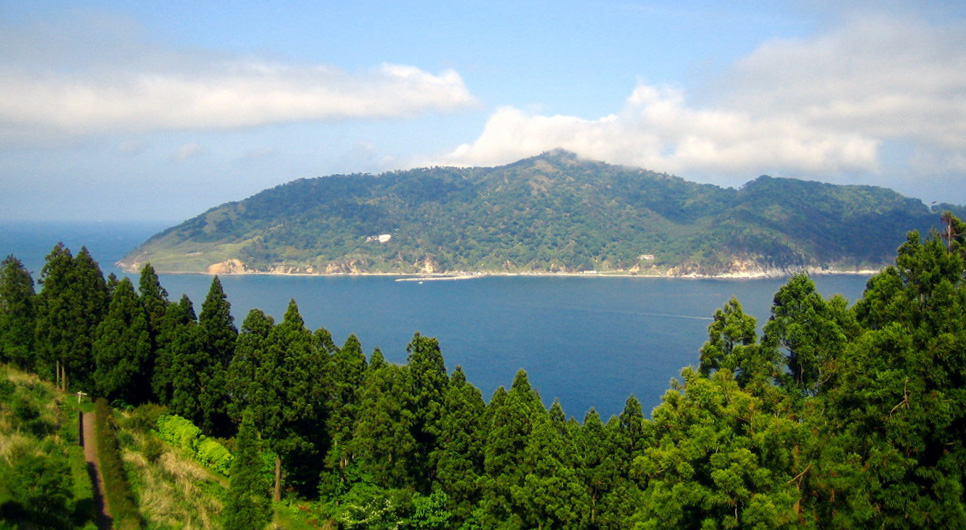
Minami-Sanriku-Kinkazan-Quasi-Nationalpark
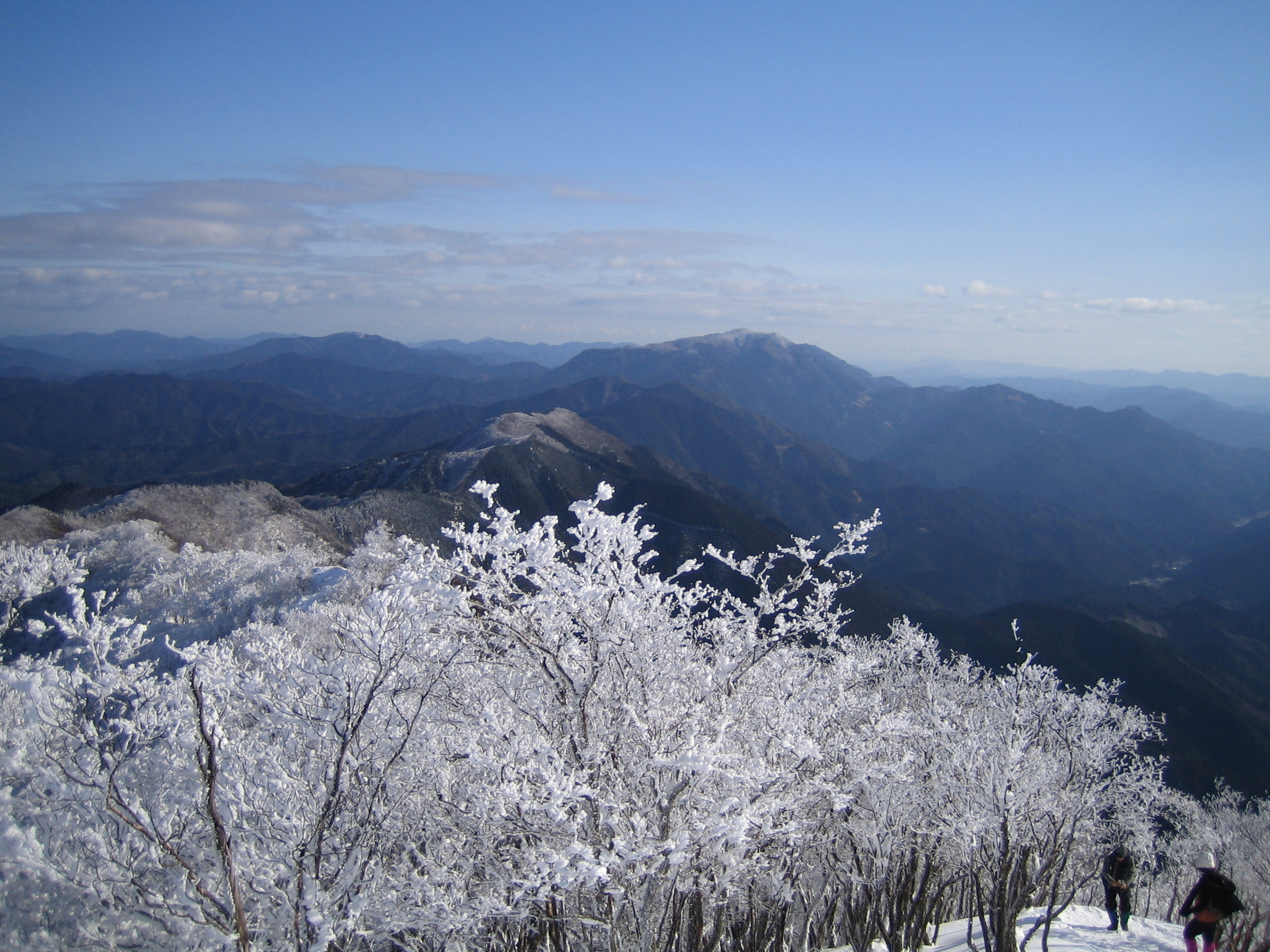
Muroo-Akame-Aoyama-Quasi-Nationalpark
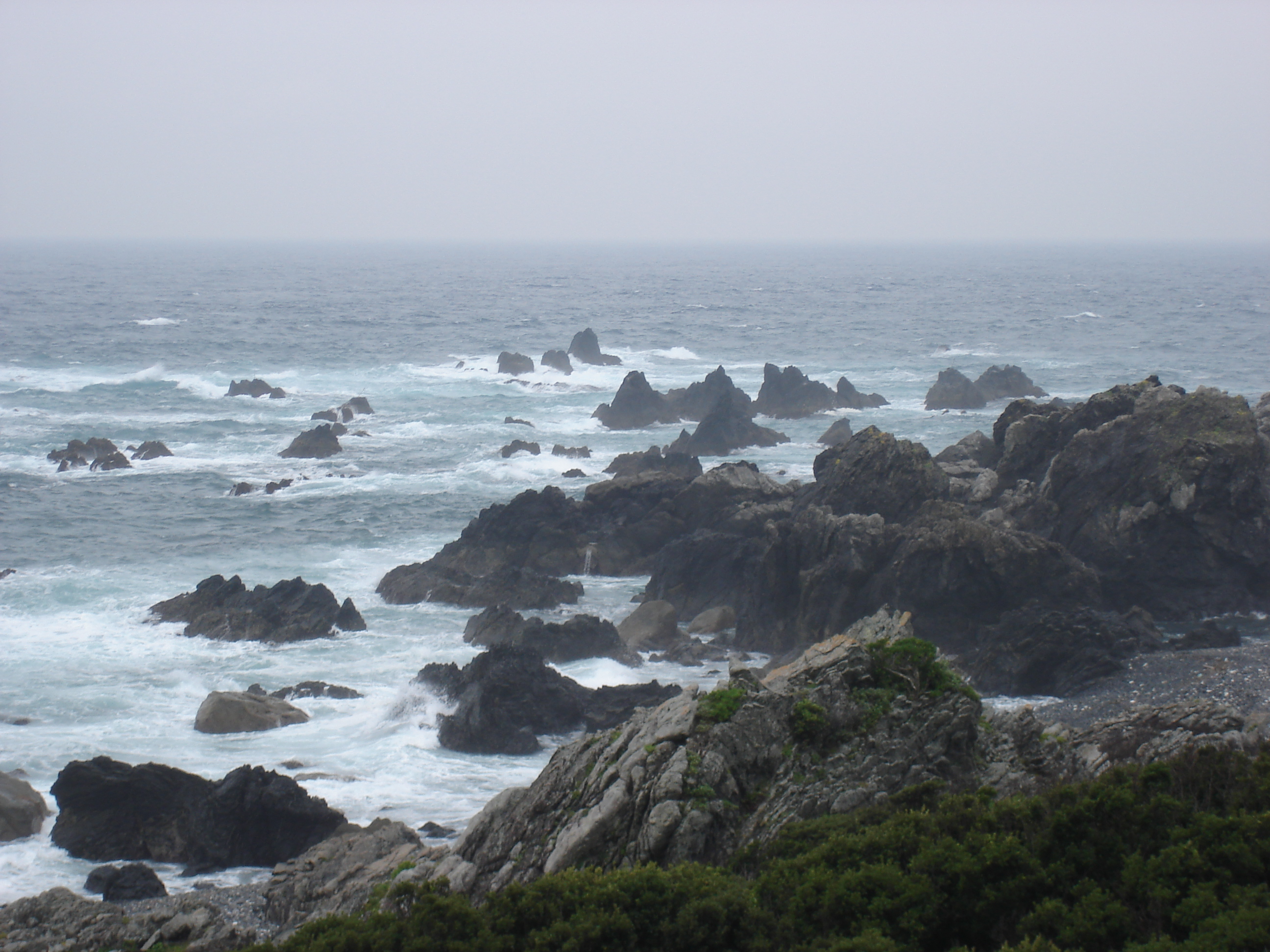
Muroto-Anan-Kaigan-Quasi-Nationalpark
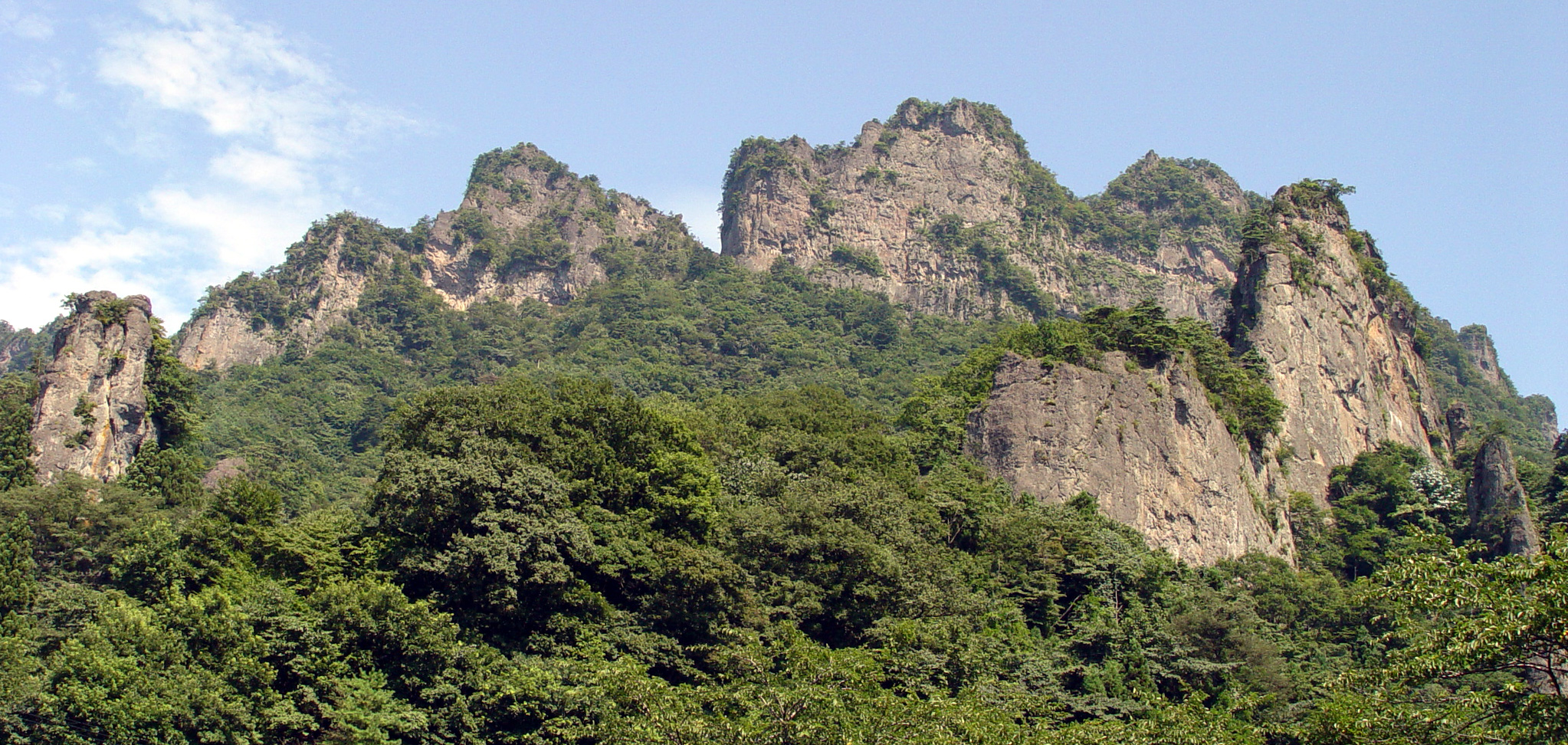
Myōgi-Arafune-Saku-Kōgen-Quasi-Nationalpark
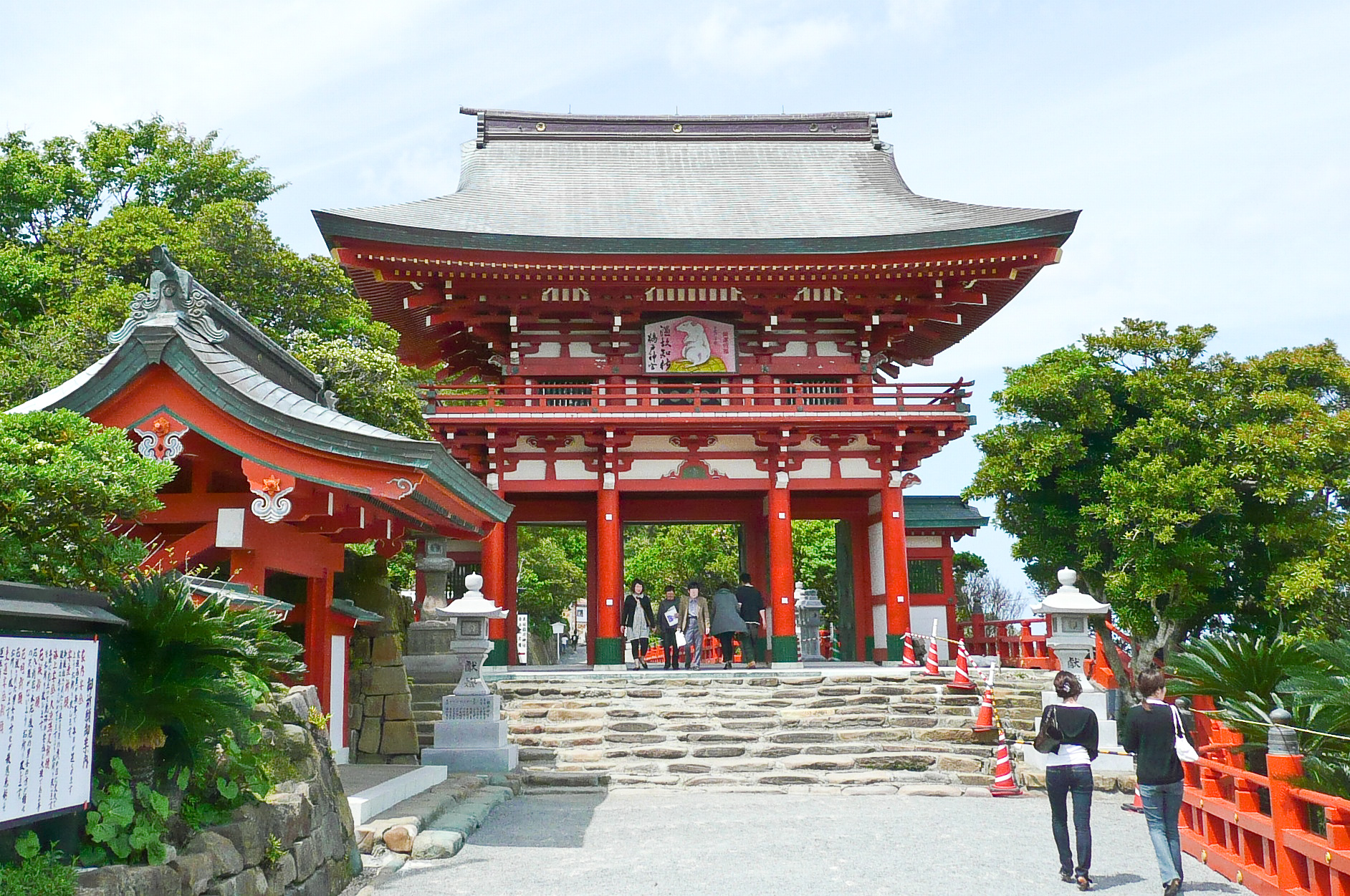
Nichinan-Kaigan-Quasi-Nationalpark
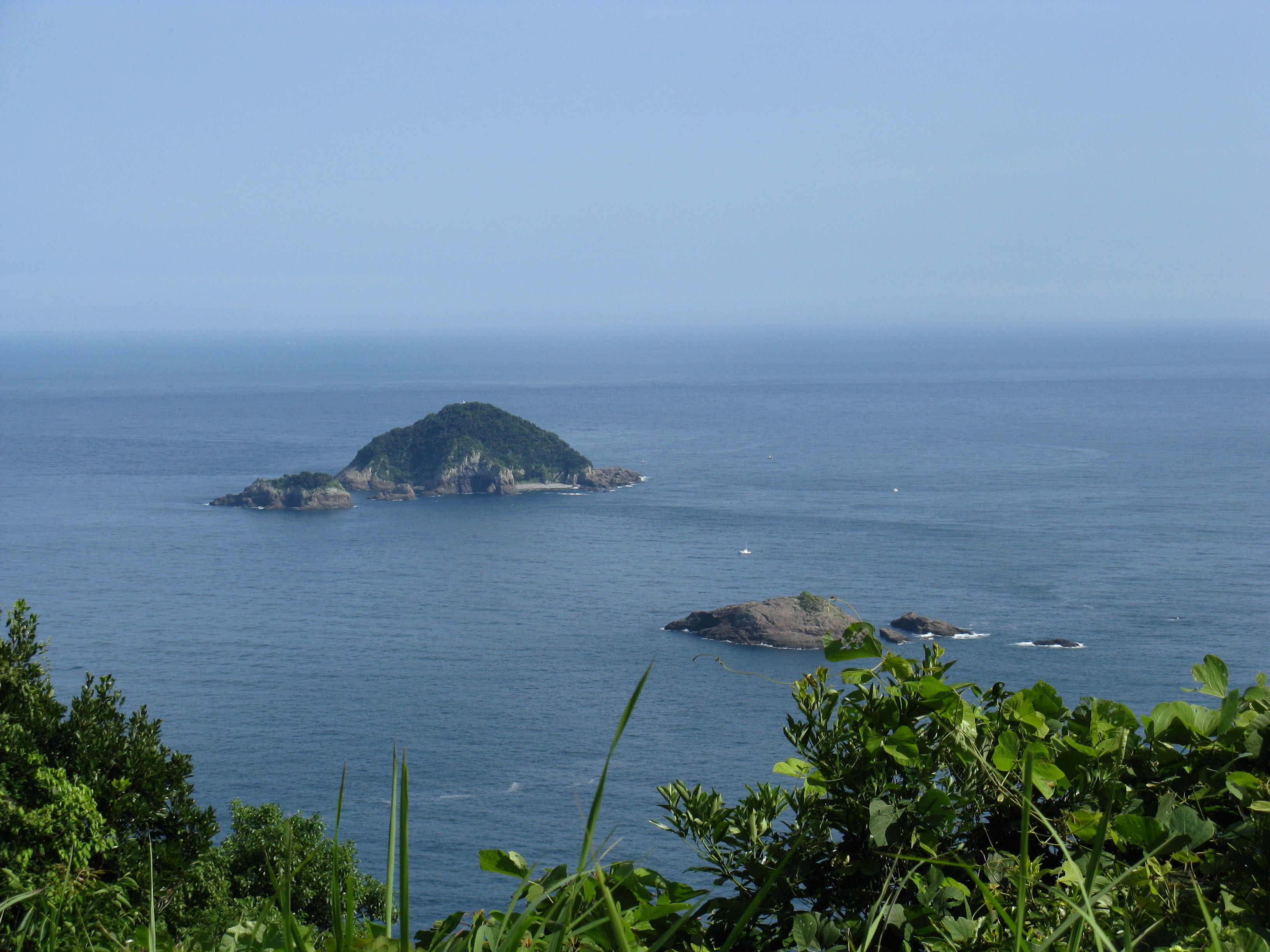
Nippō-Kaigan-Quasi-Nationalpark
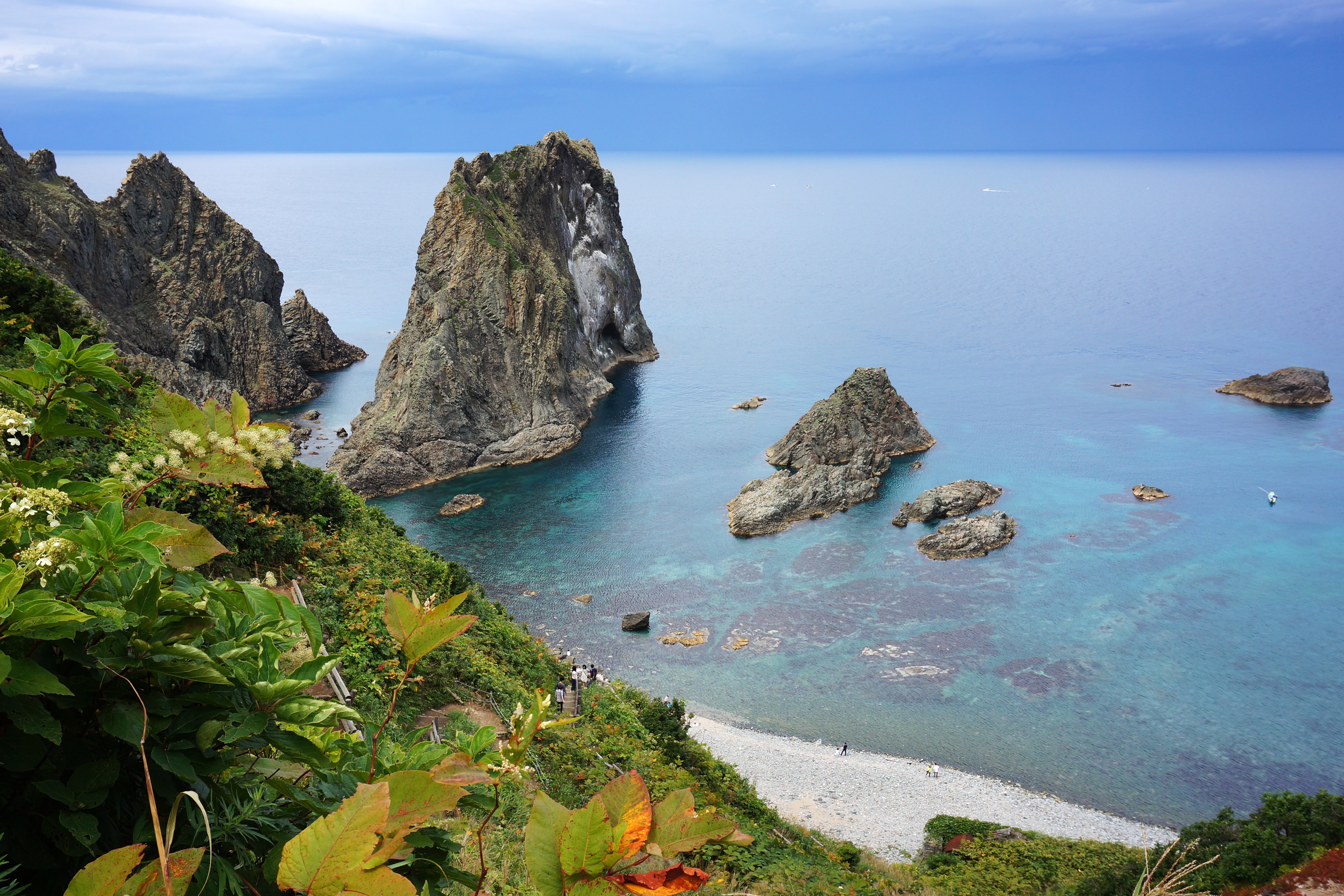
Niseko-Shakotan-Otaru-Kaigan-Quasi-Nationalpark
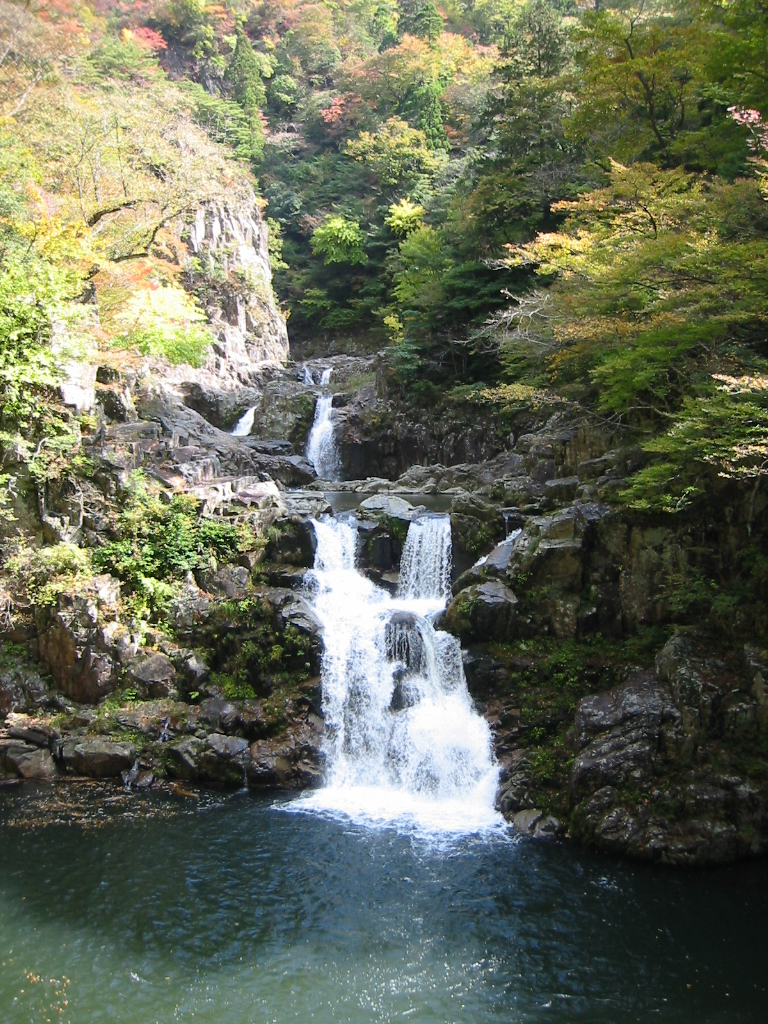
Nishi-Chūgoku-Sanchi-Quasi-Nationalpark
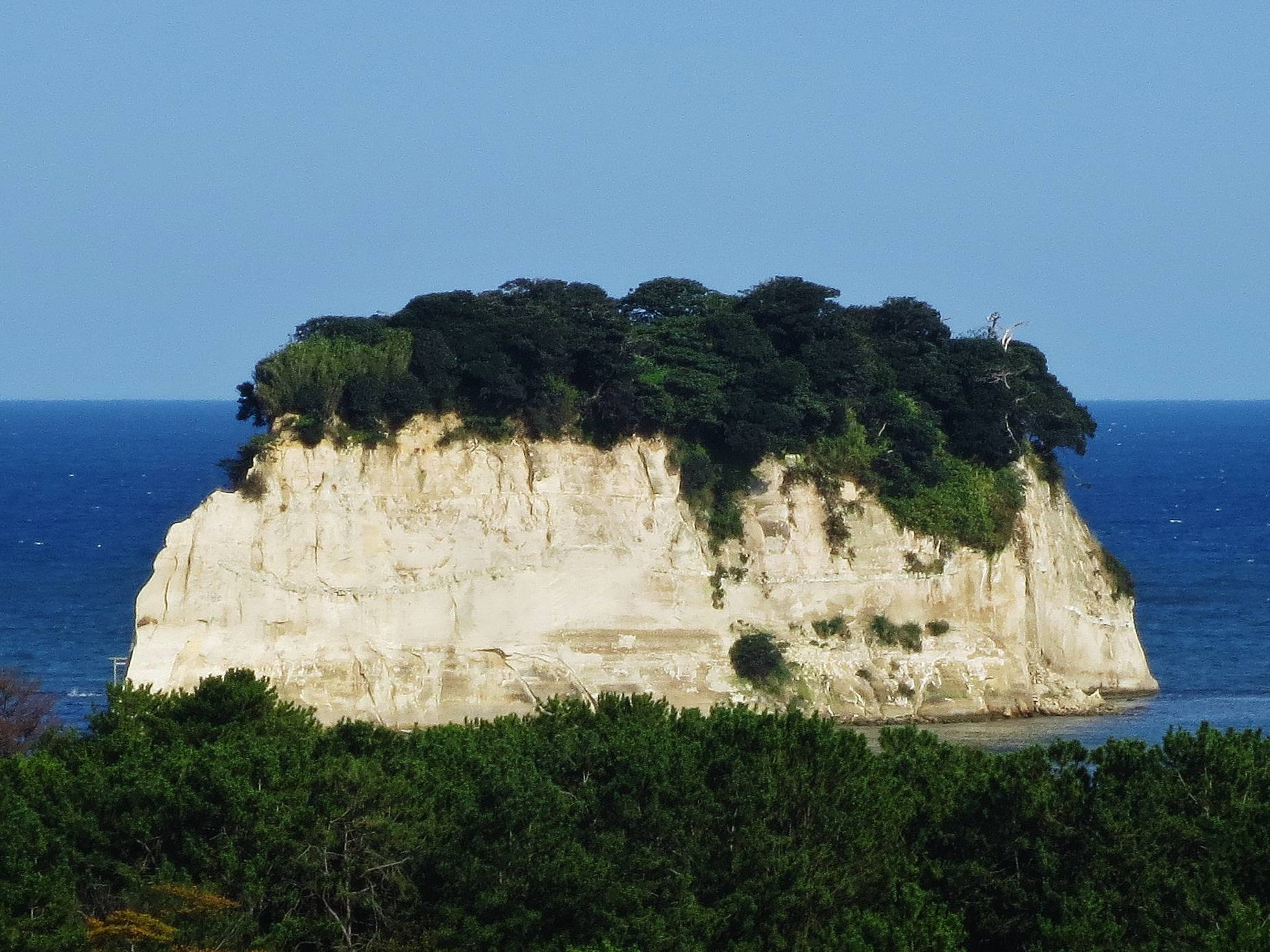
Noto-Hantō-Quasi-Nationalpark
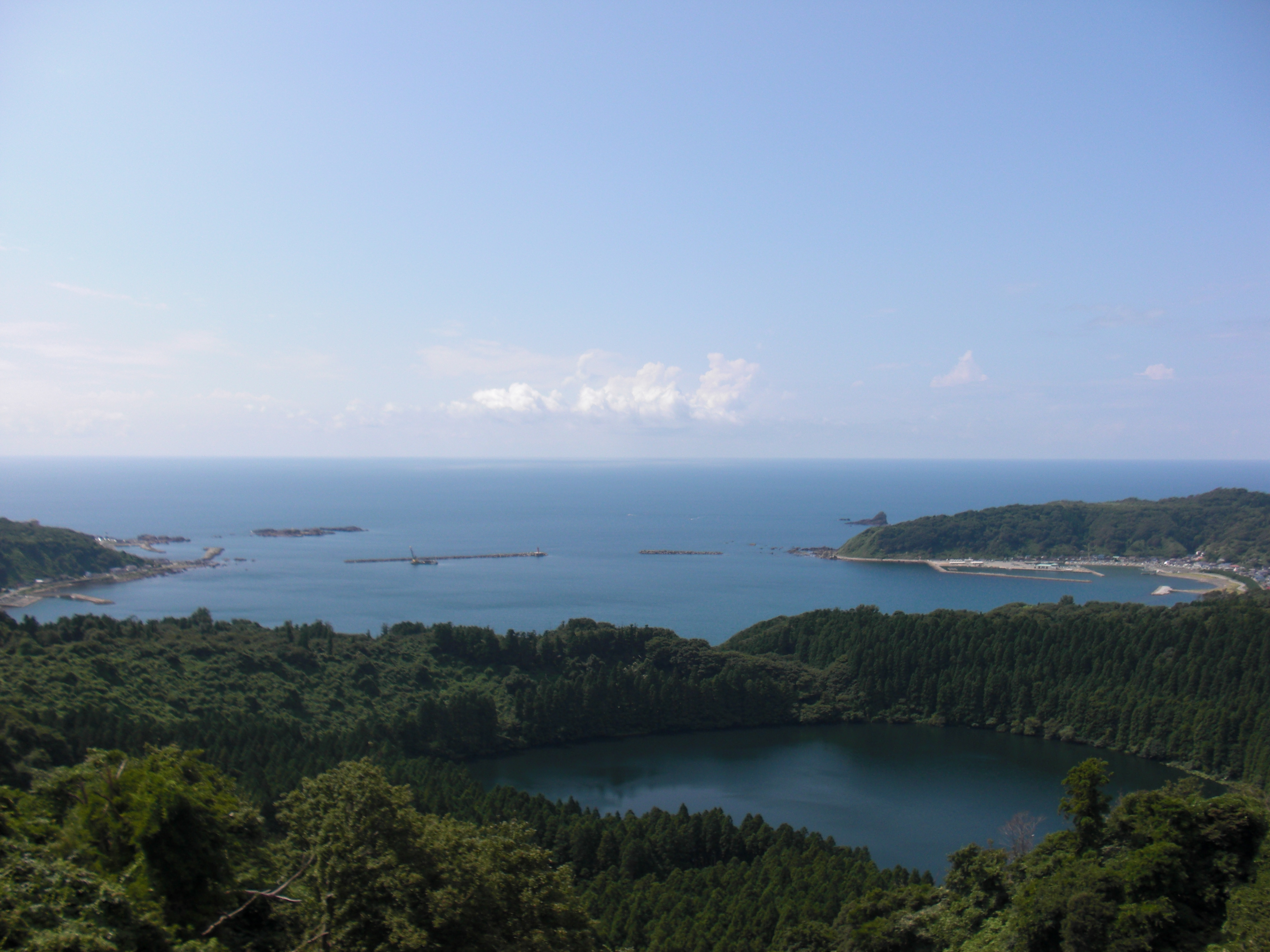
Oga-Quasi-Nationalpark
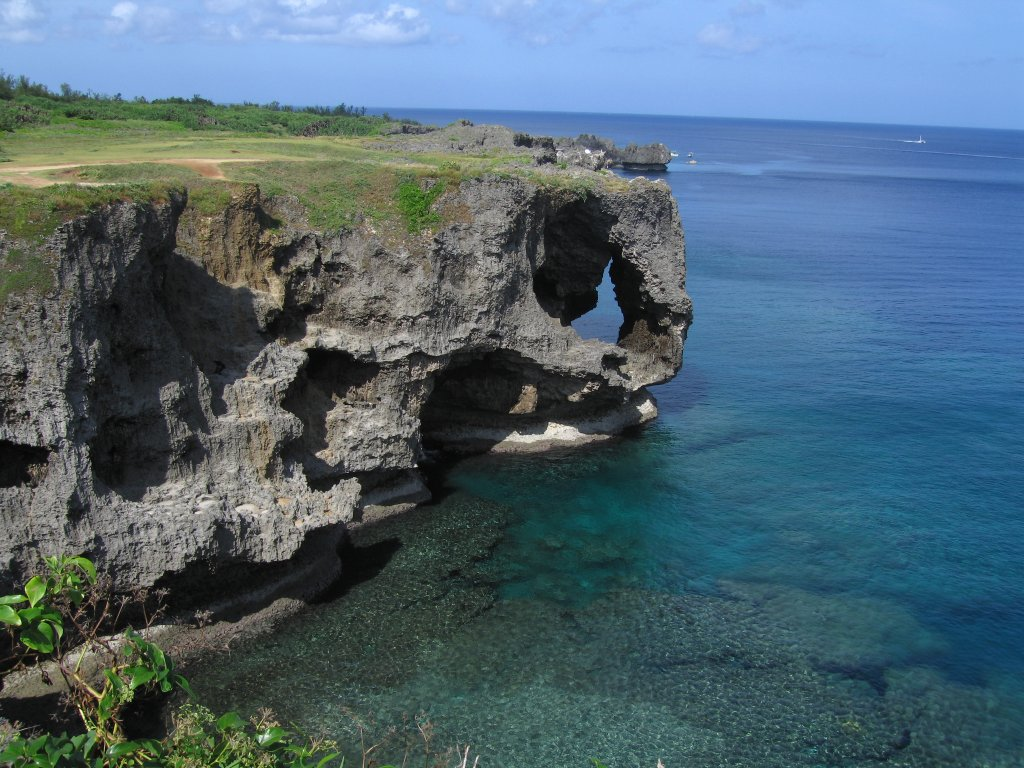
Okinawa-Kaigan-Quasi-Nationalpark
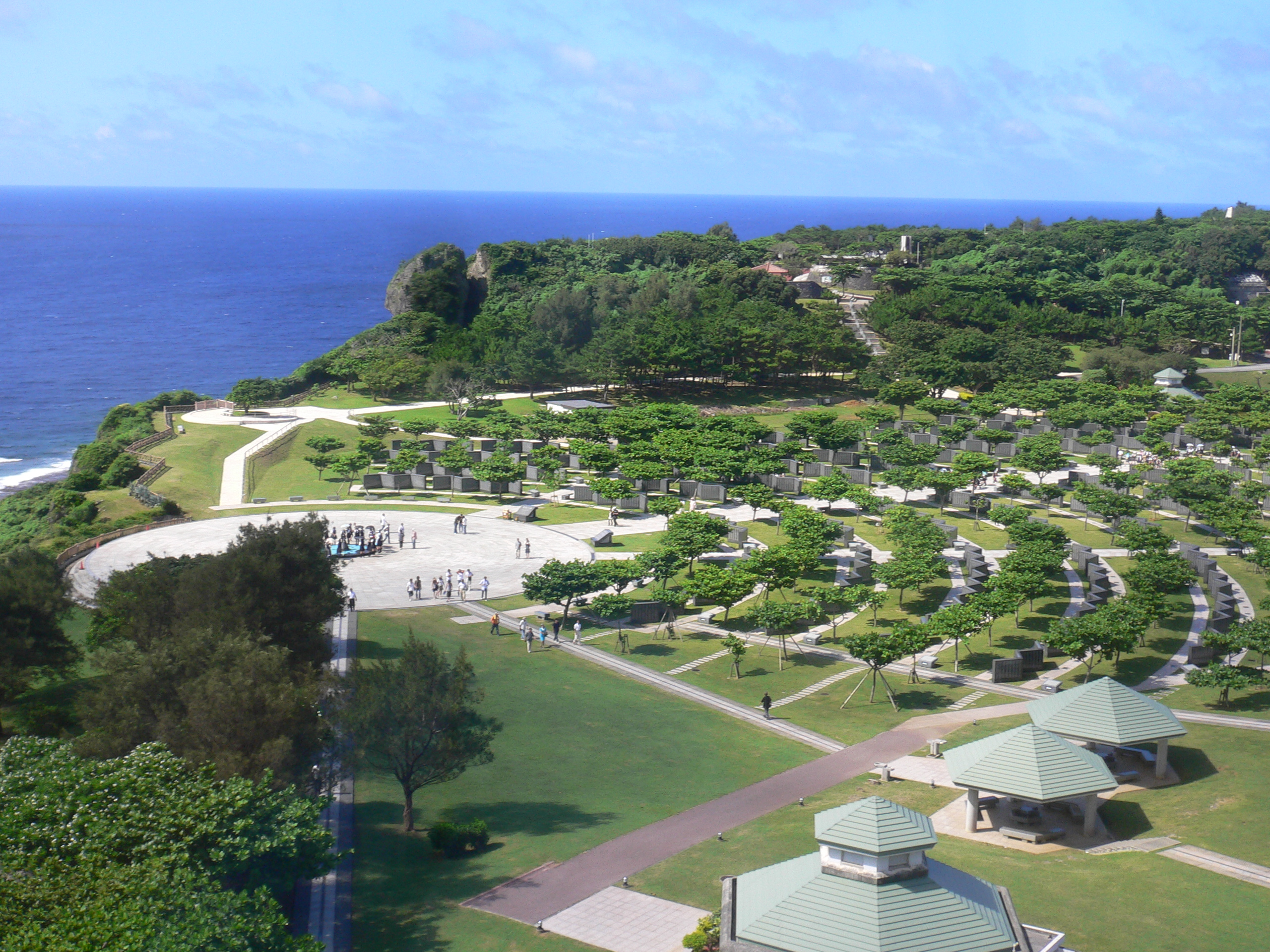
Okinawa-Senseki-Quasi-Nationalpark
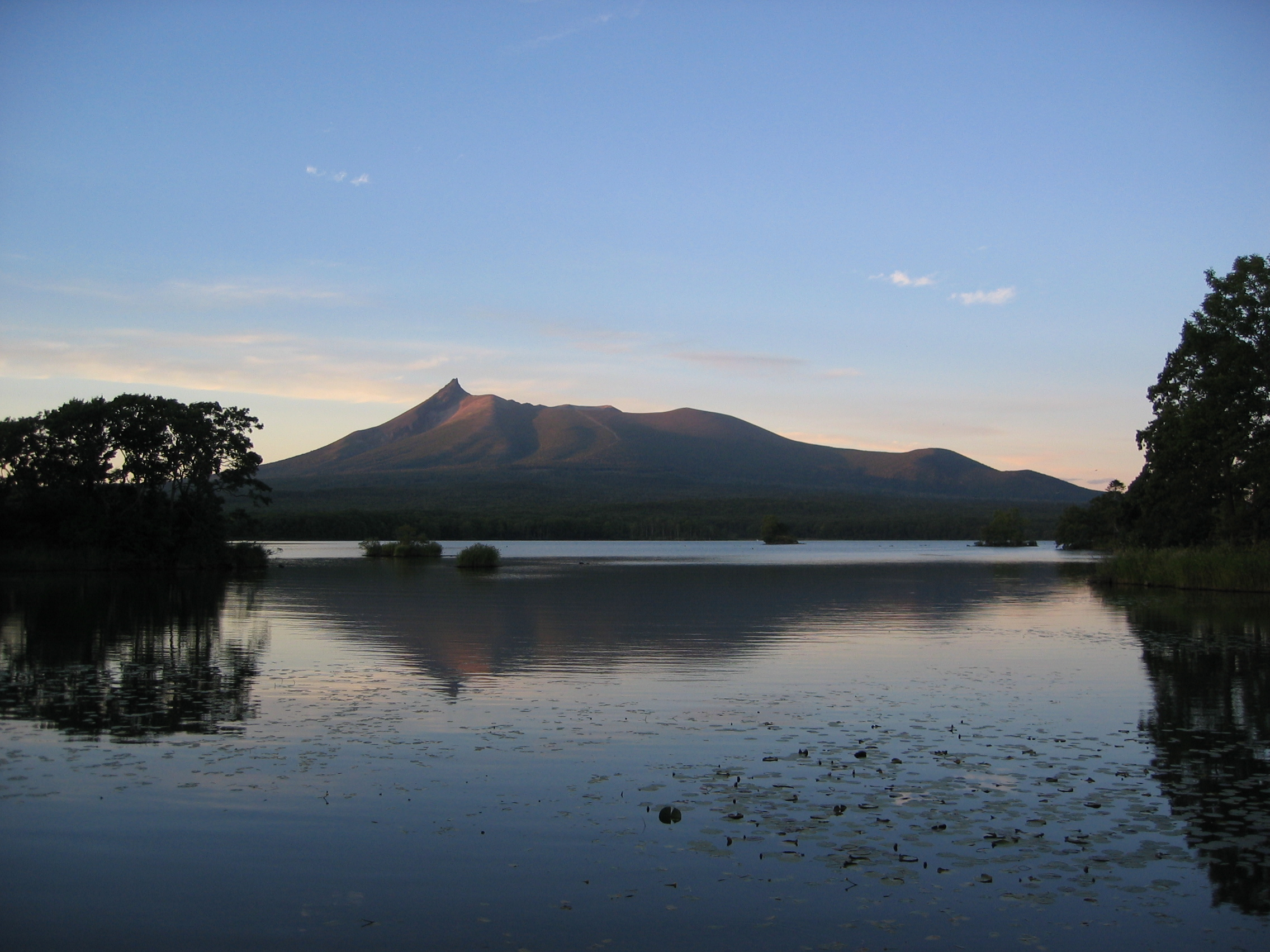
Ōnuma-Quasi-Nationalpark
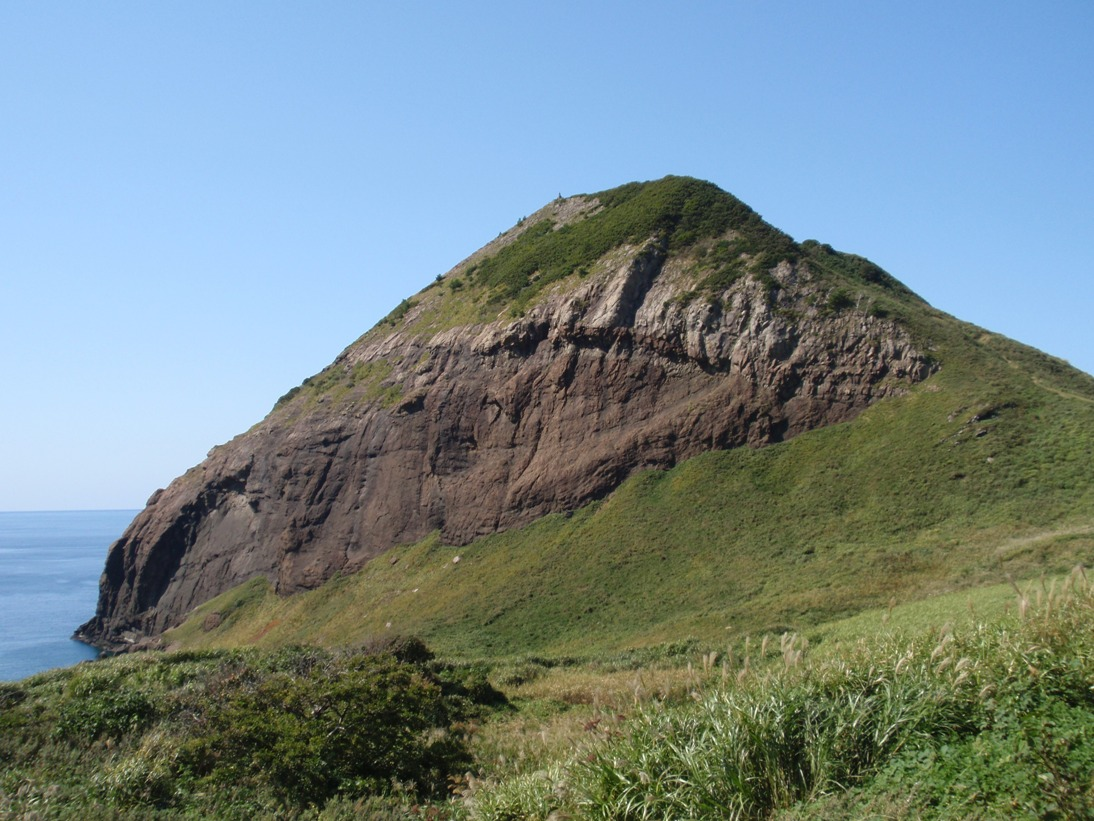
Sado-Yahiko-Yoneyama-Quasi-Nationalpark
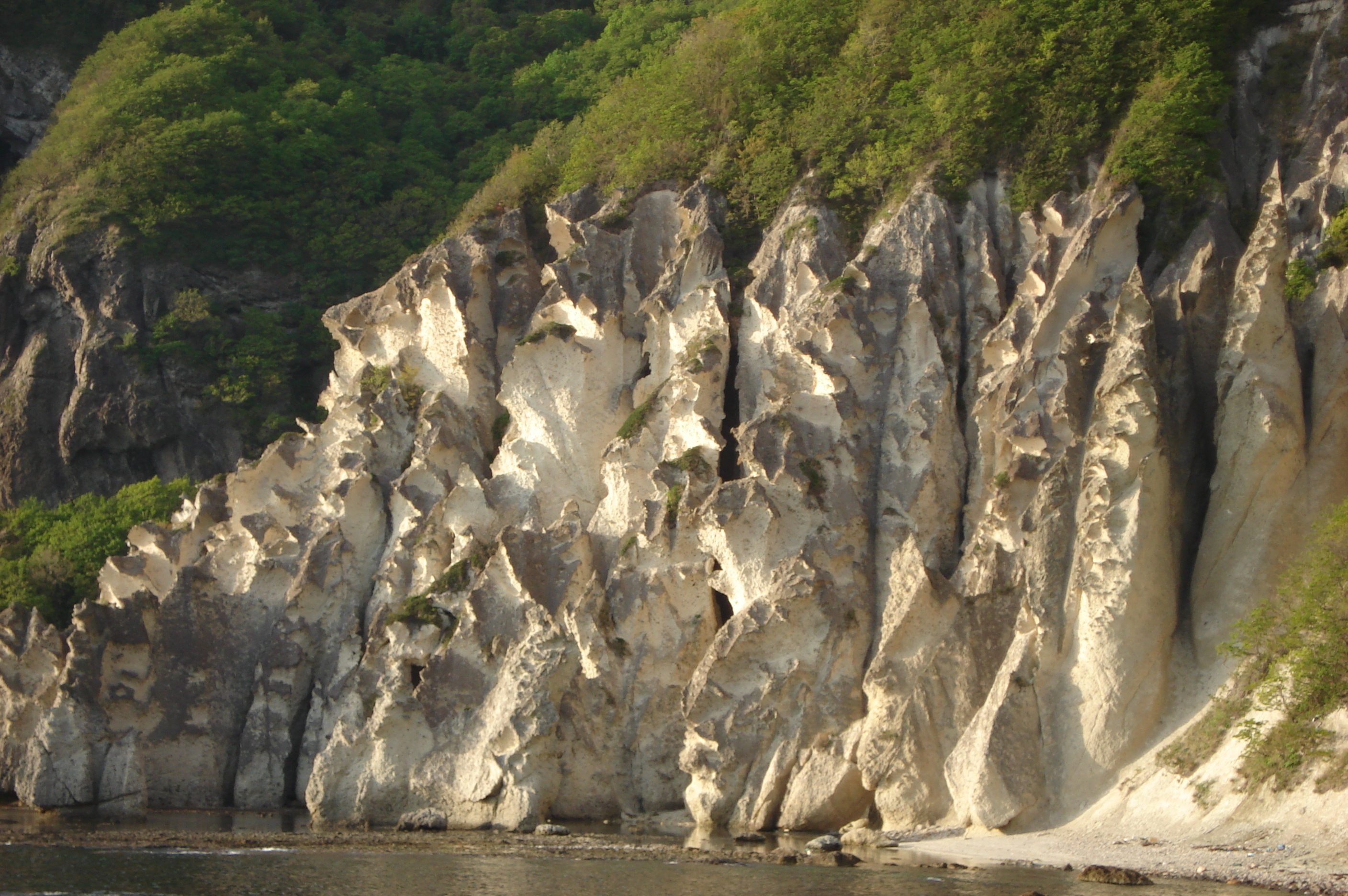
Shimokita-Hantō-Quasi-Nationalpark
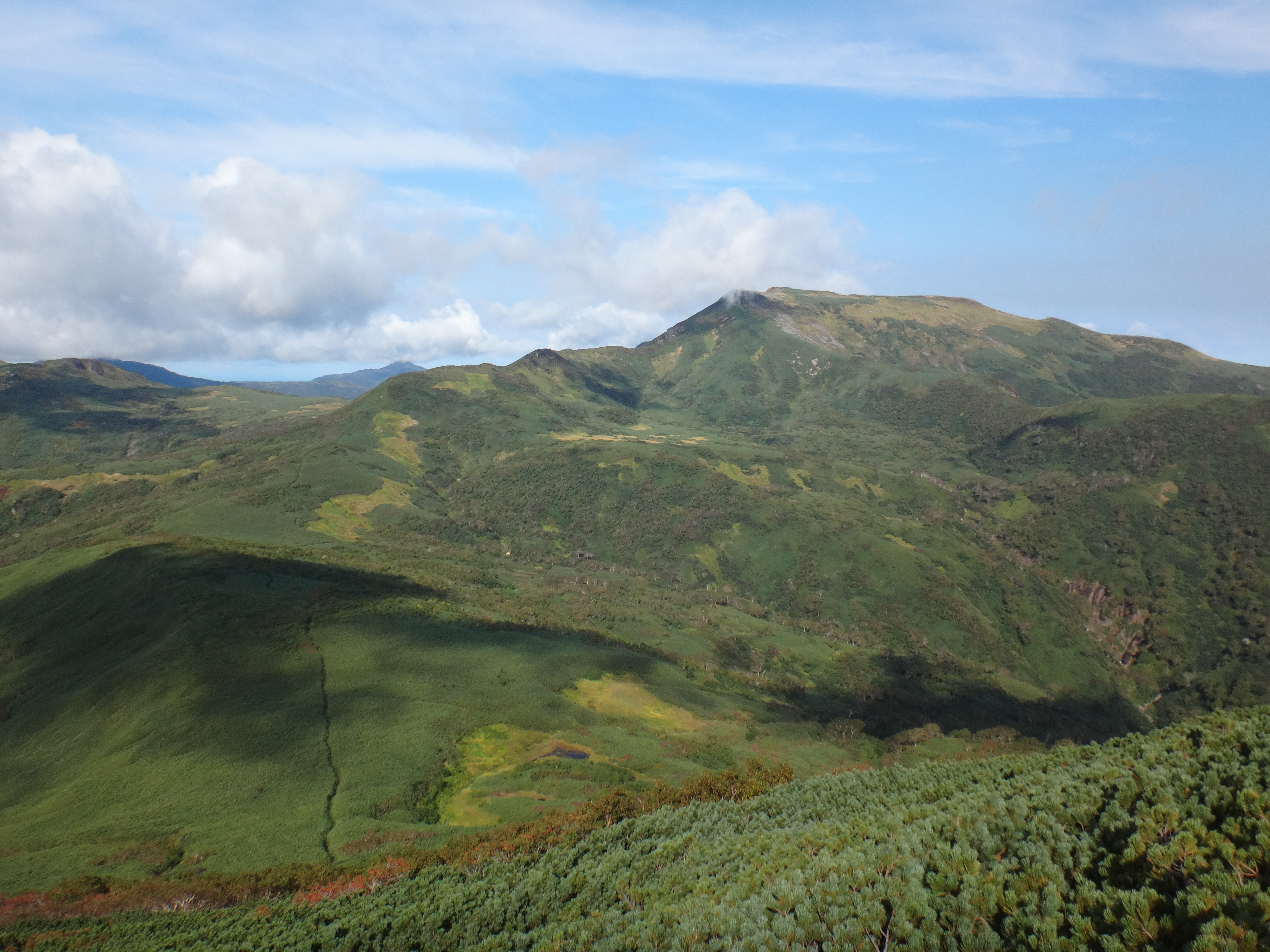
Shokanbetsu-Teuri-Yagishiri-Quasi-Nationalpark
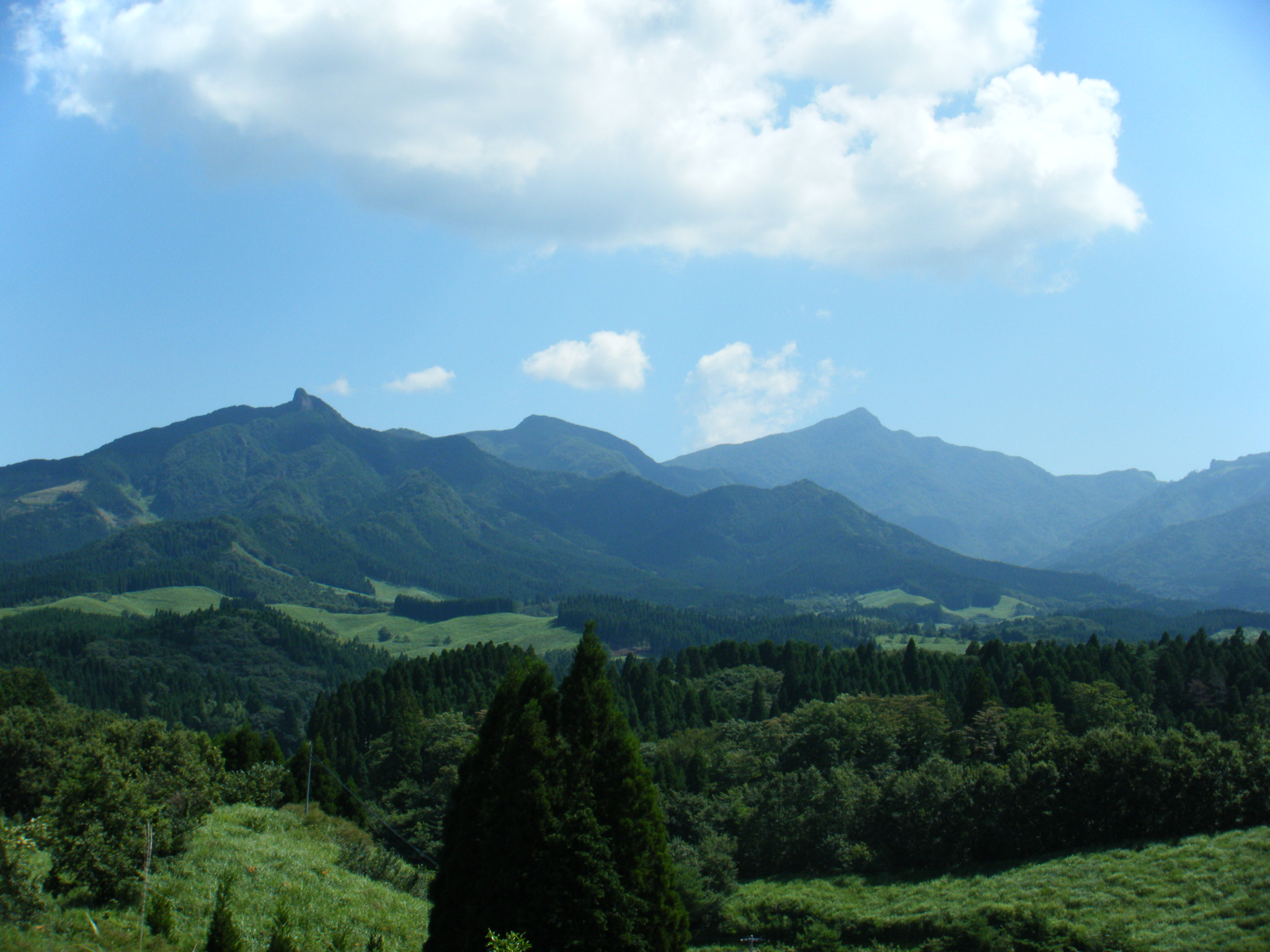
Sobo-Katamuki-Quasi-Nationalpark
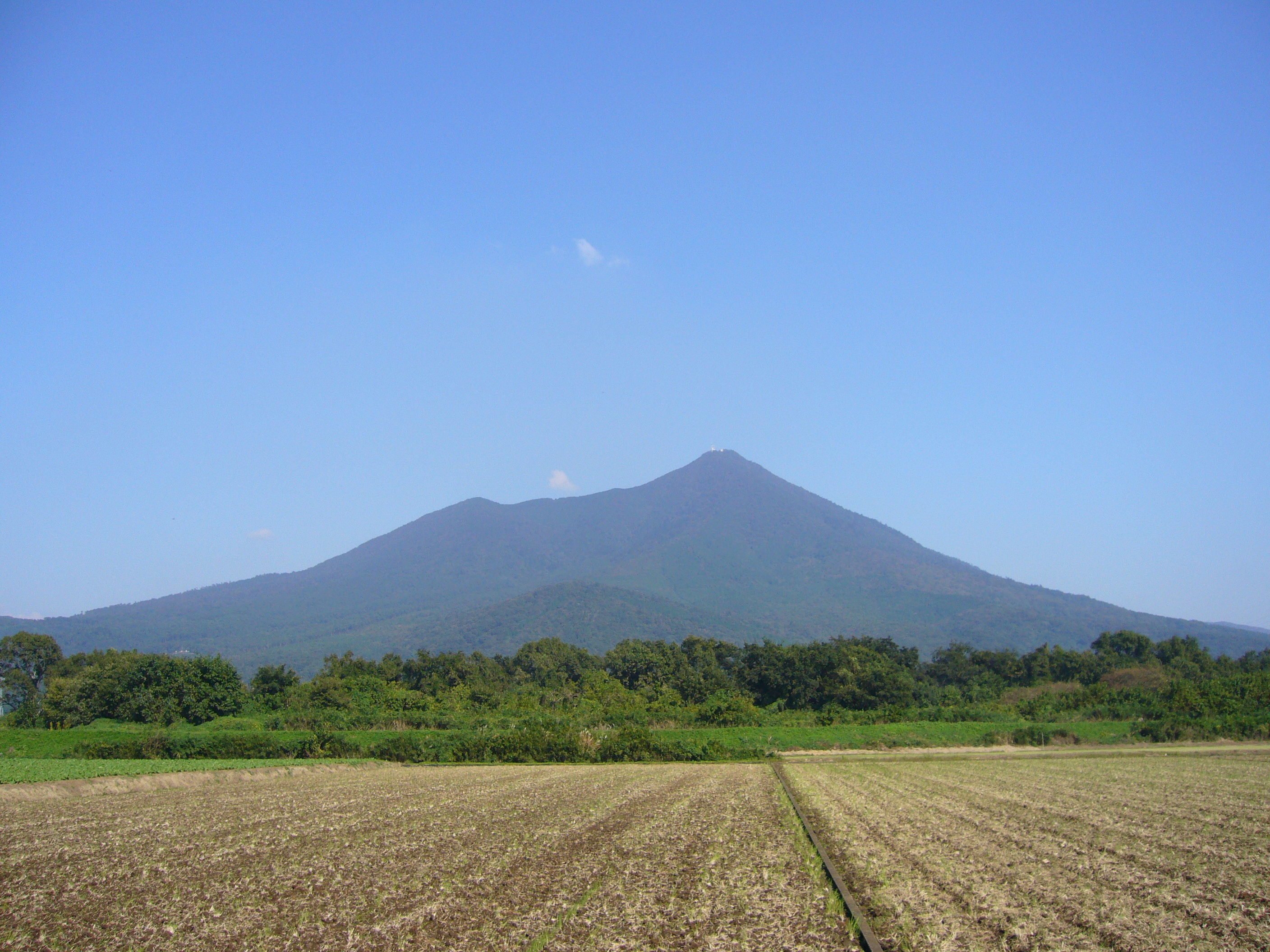
Suigō-Tsukuba-Quasi-Nationalpark
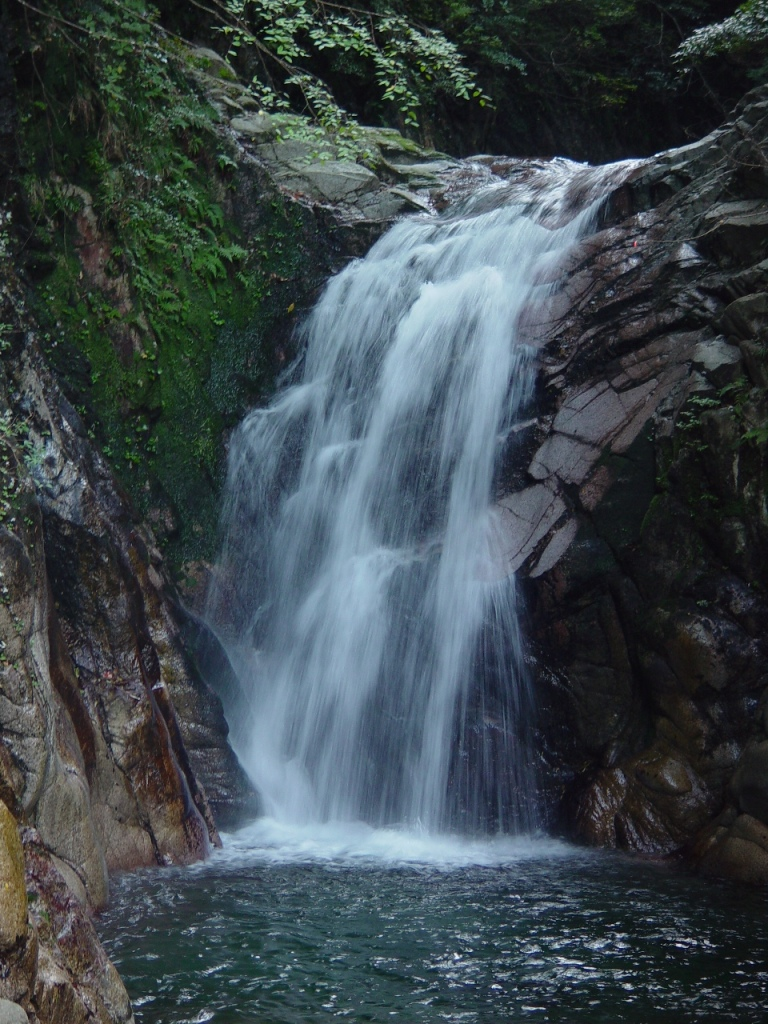
Suzuka-Quasi-Nationalpark
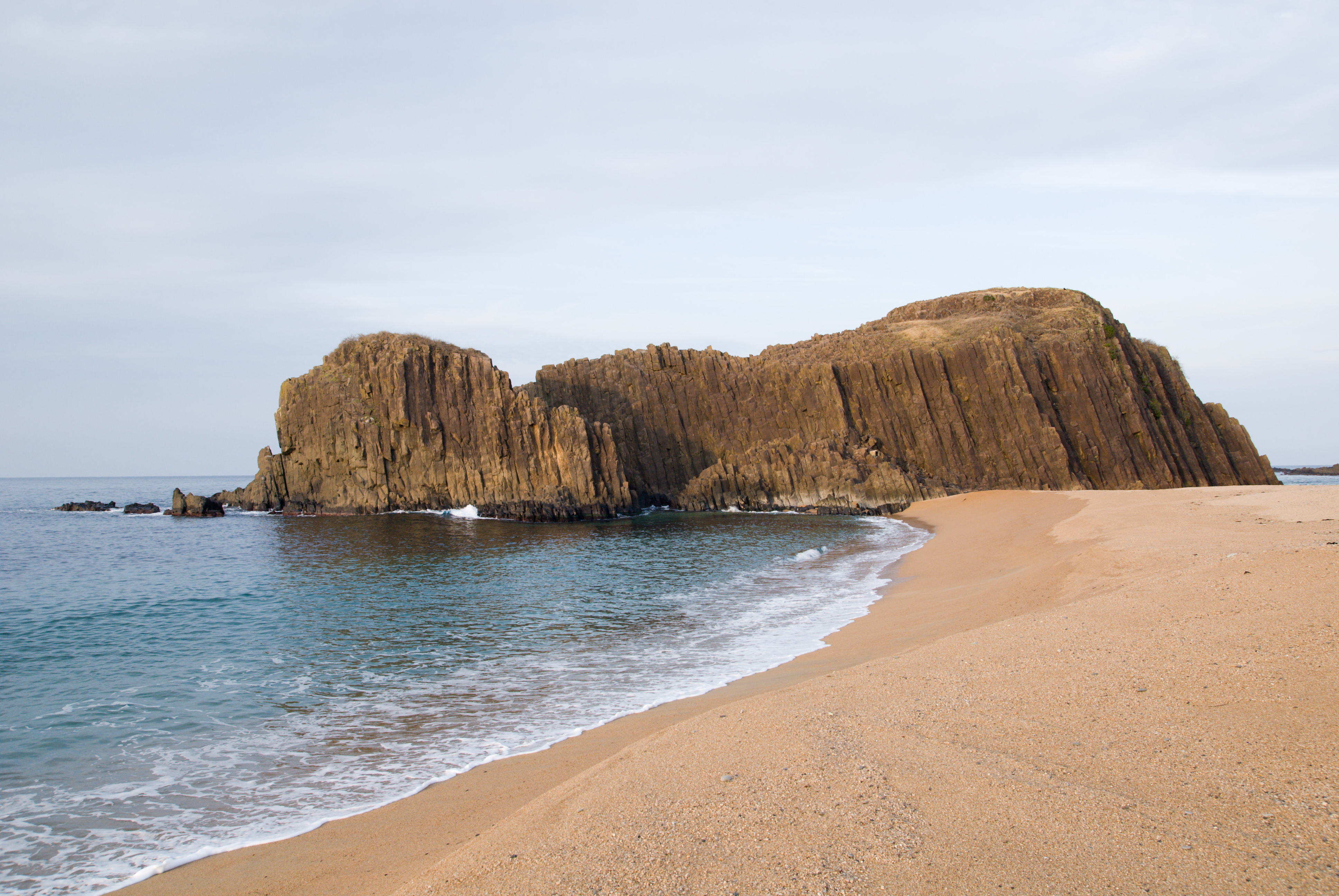
Tango-Amanohashidate-Ōeyama-Quasi-Nationalpark
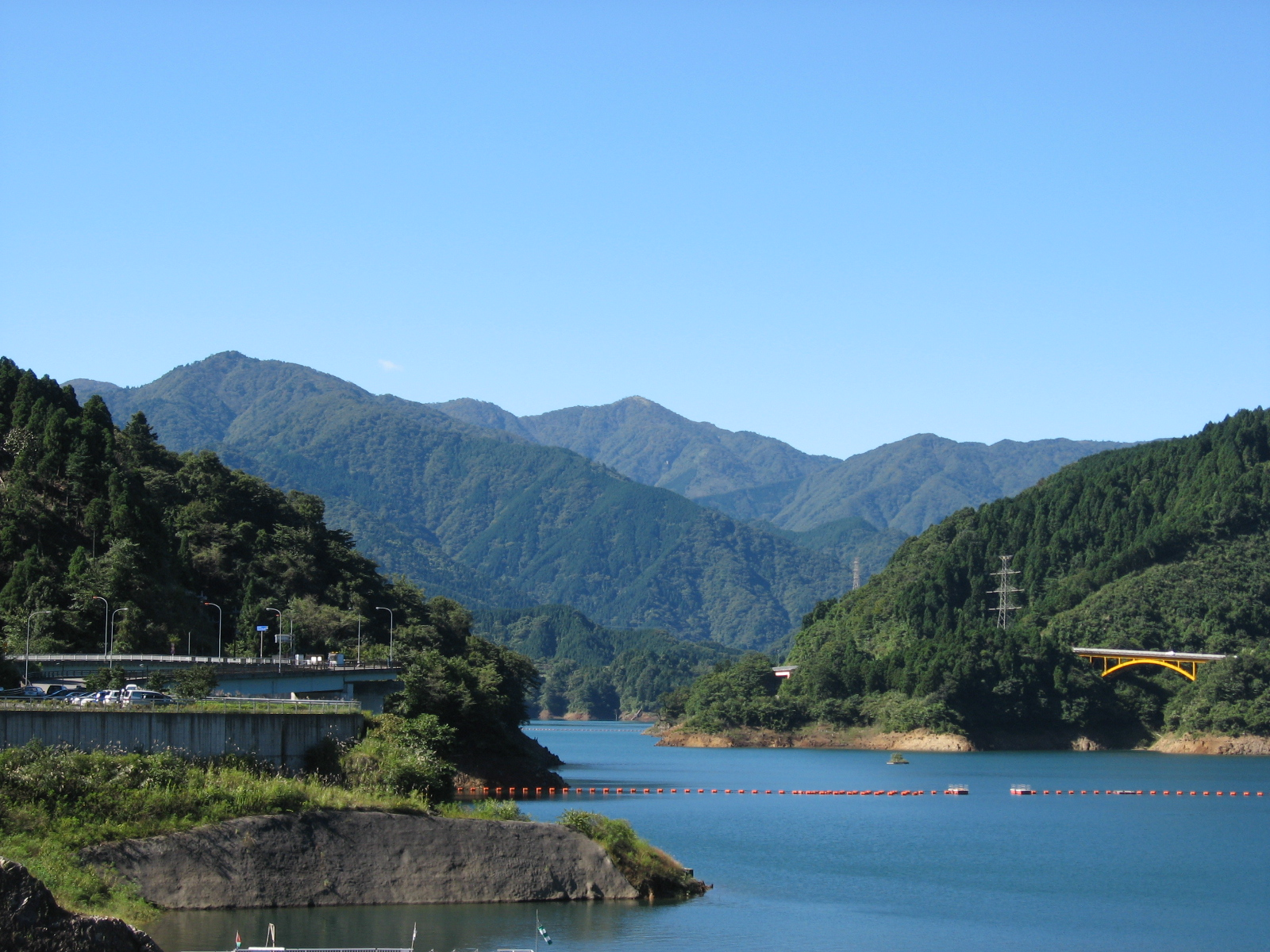
Tanzawa-Ōyama-Quasi-Nationalpark
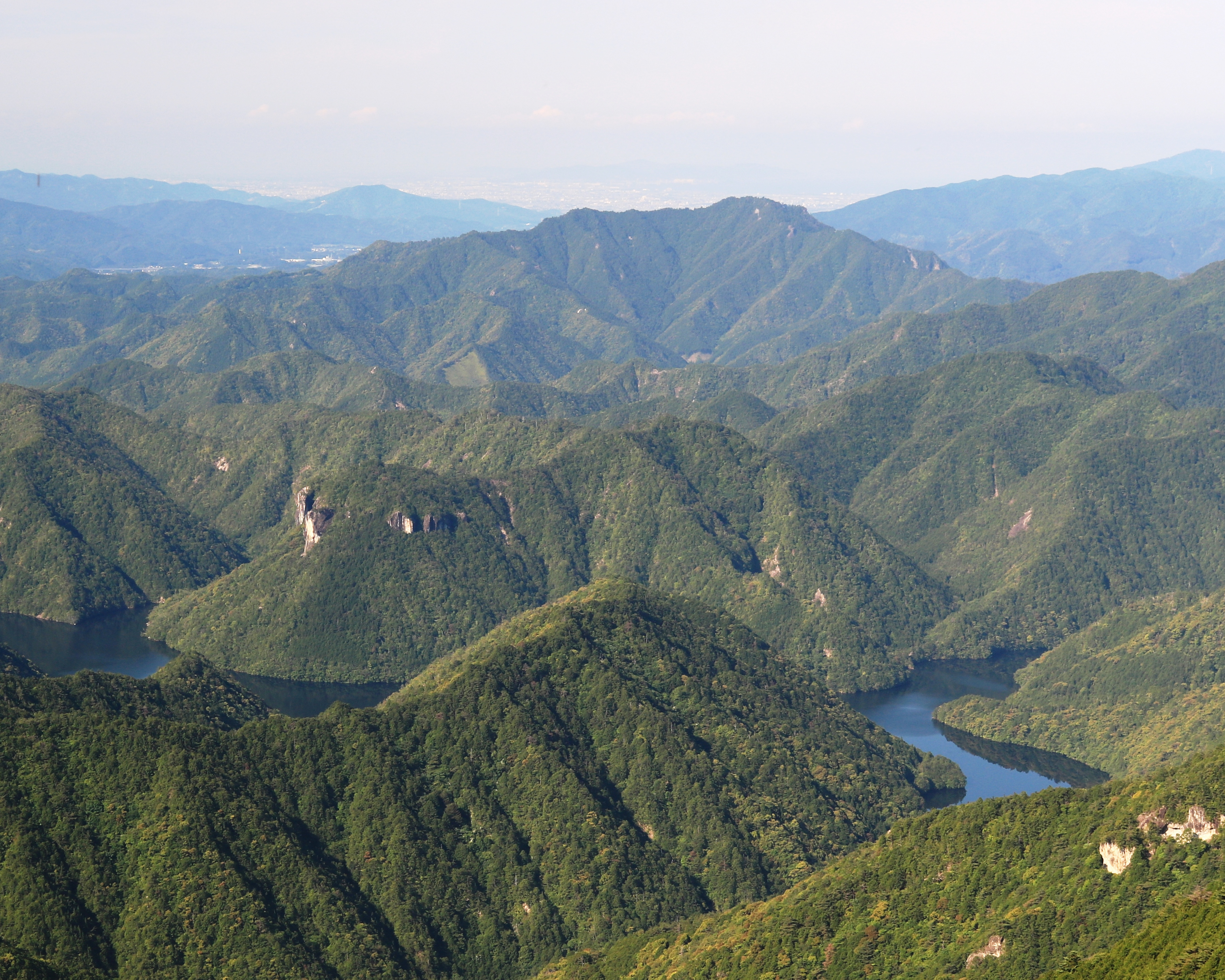
Tenryū-Oku-Mikawa-Quasi-Nationalpark
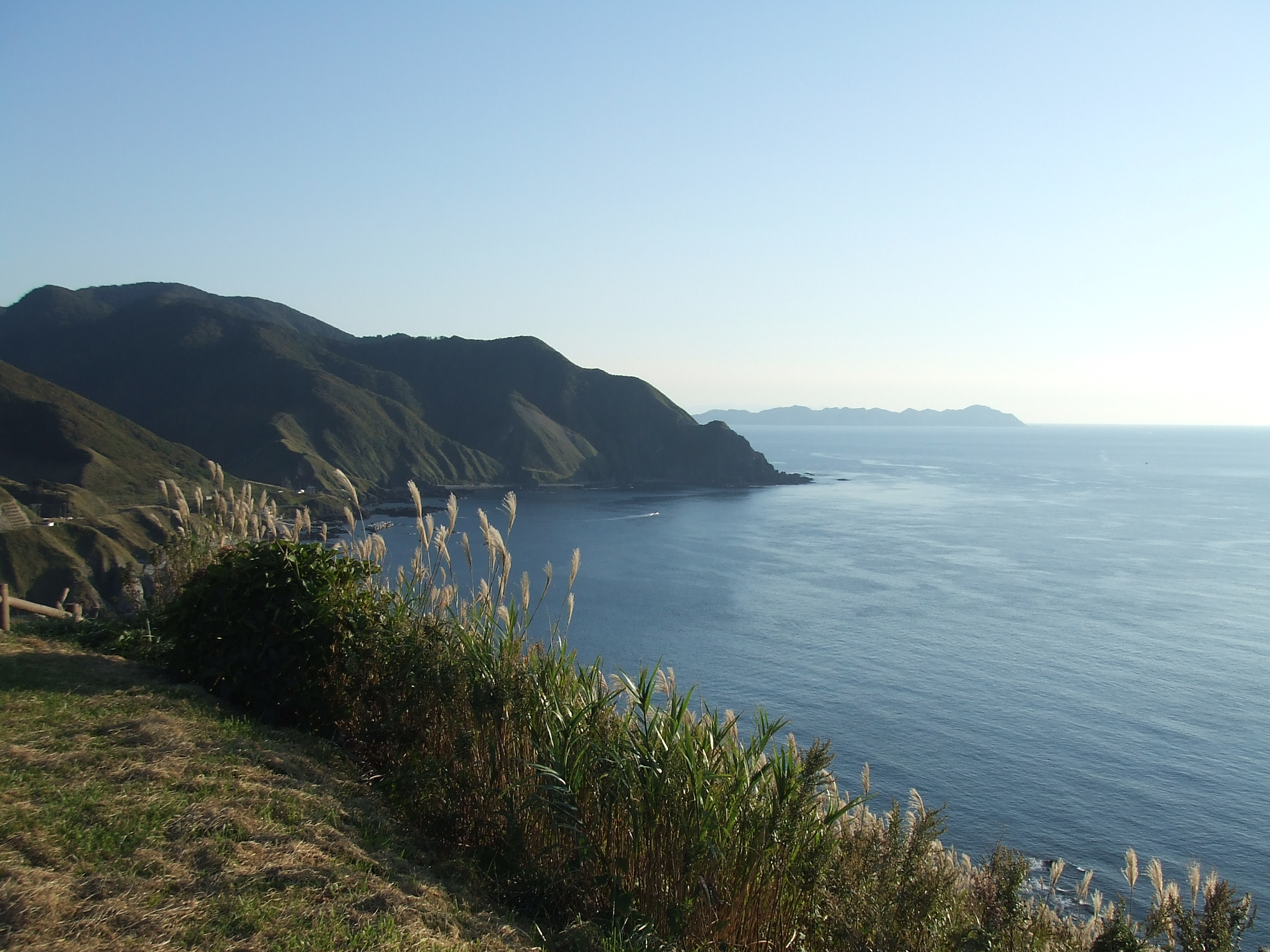
Tsugaru-Quasi-Nationalpark
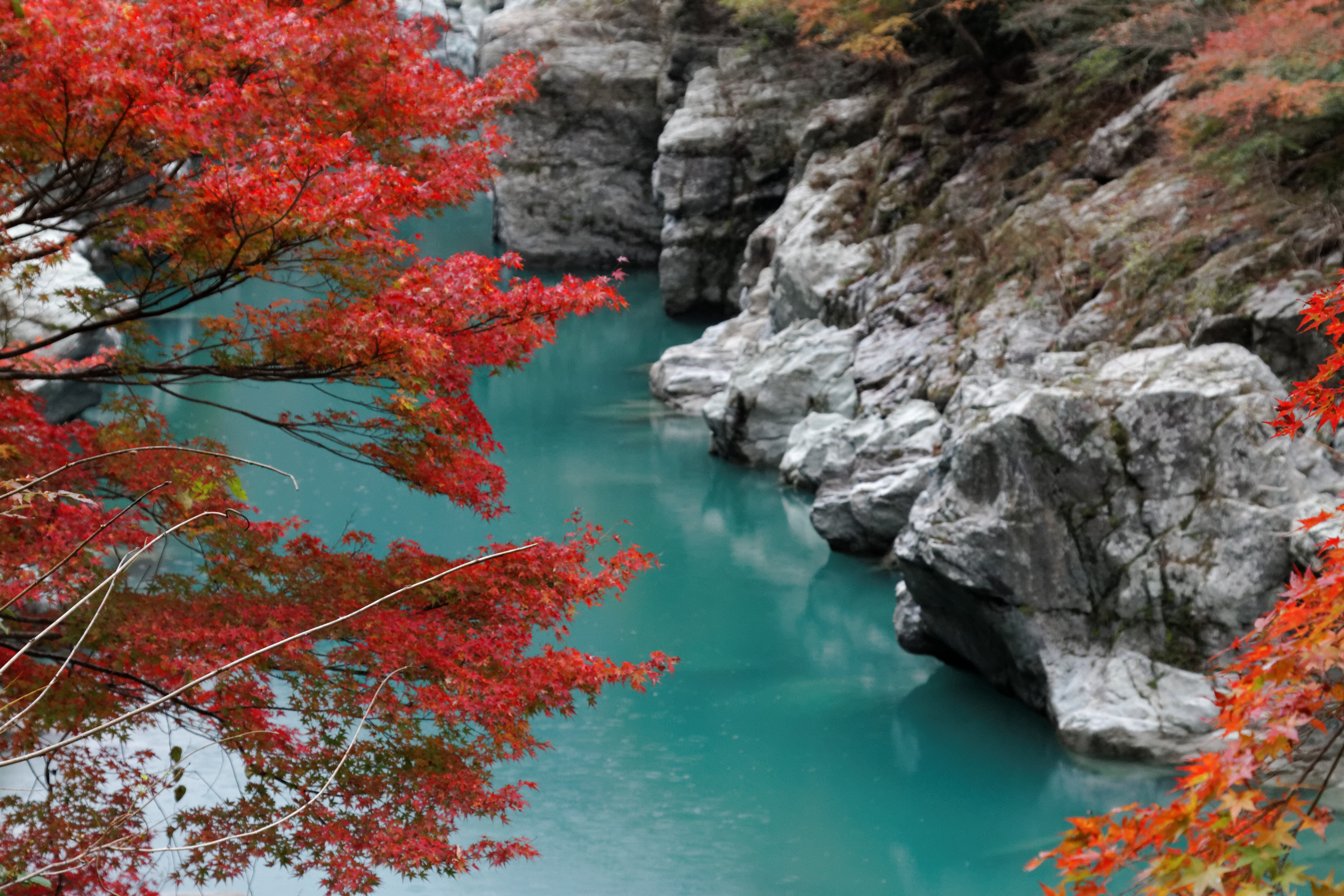
Tsurugisan-Quasi-Nationalpark
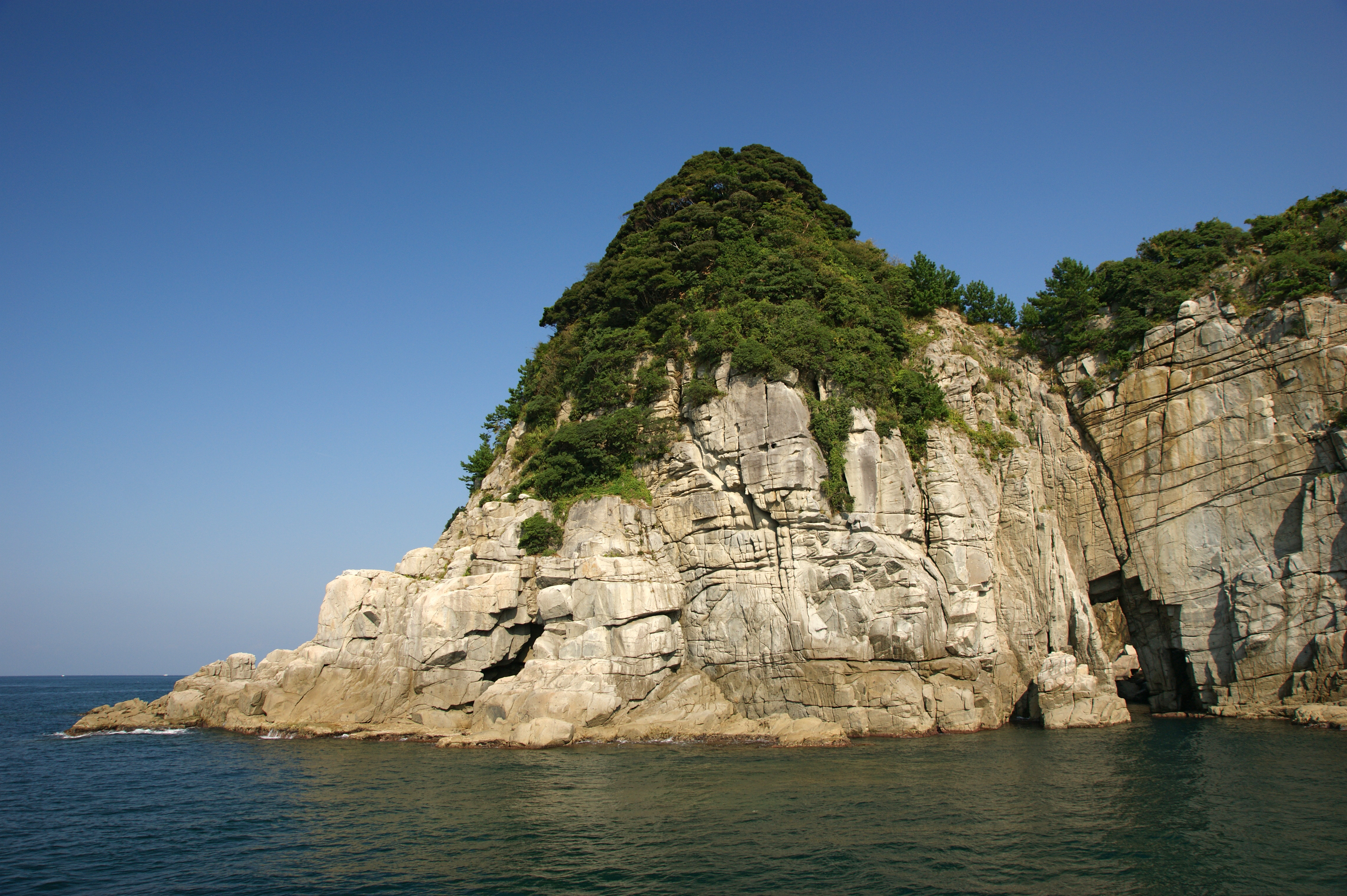
Wakasa-Wan-Quasi-Nationalpark
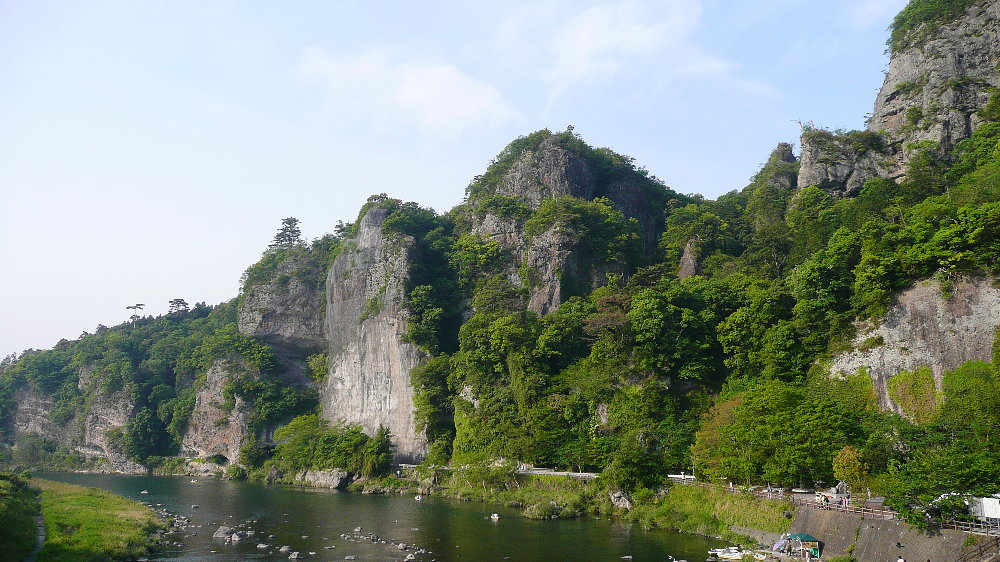
Yaba-Hita-Hikosan-Quasi-Nationalpark
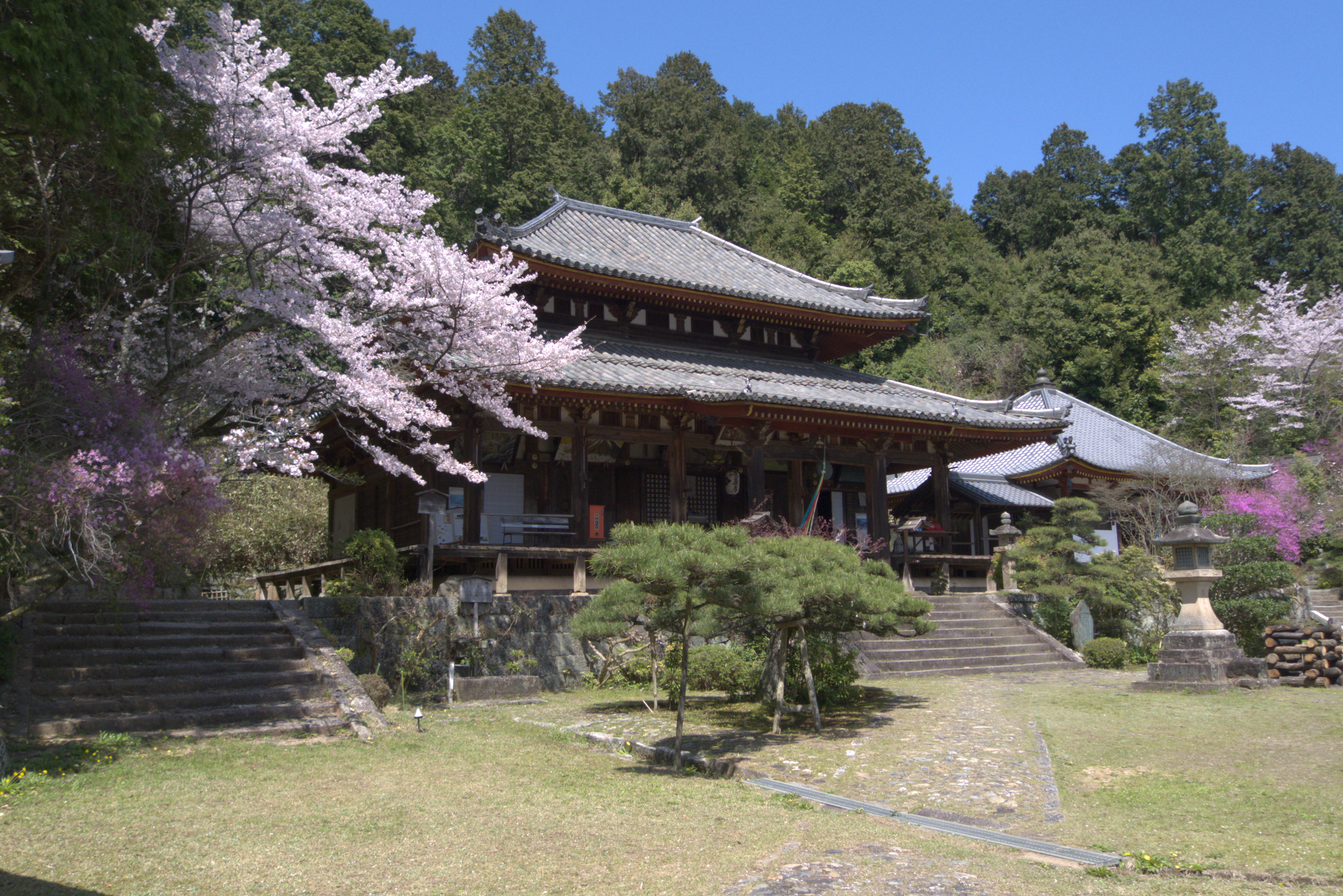
Yamato-Aogaki-Quasi-Nationalpark
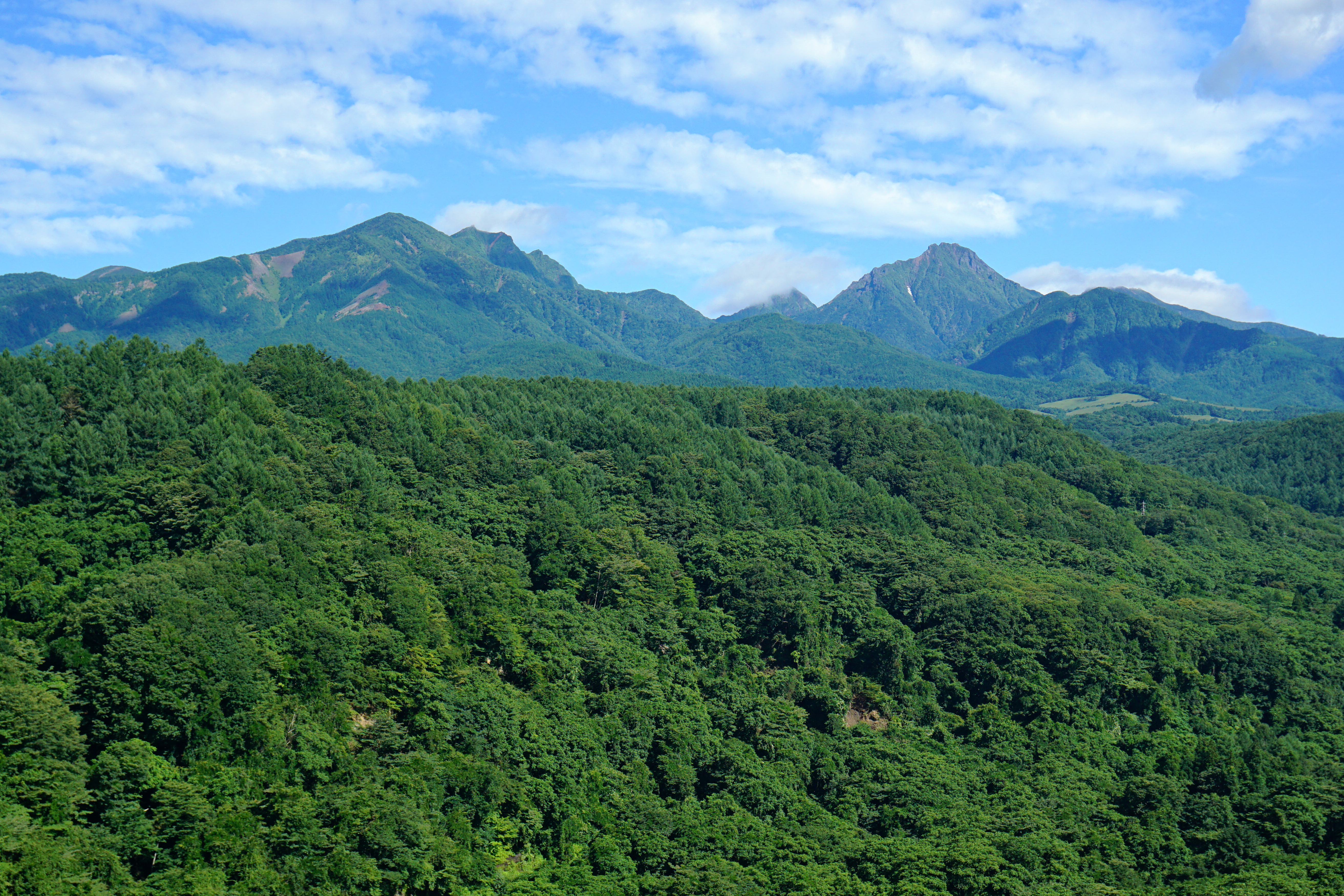
Yatsugatake-Chūshin-Kōgen-Quasi-Nationalpark
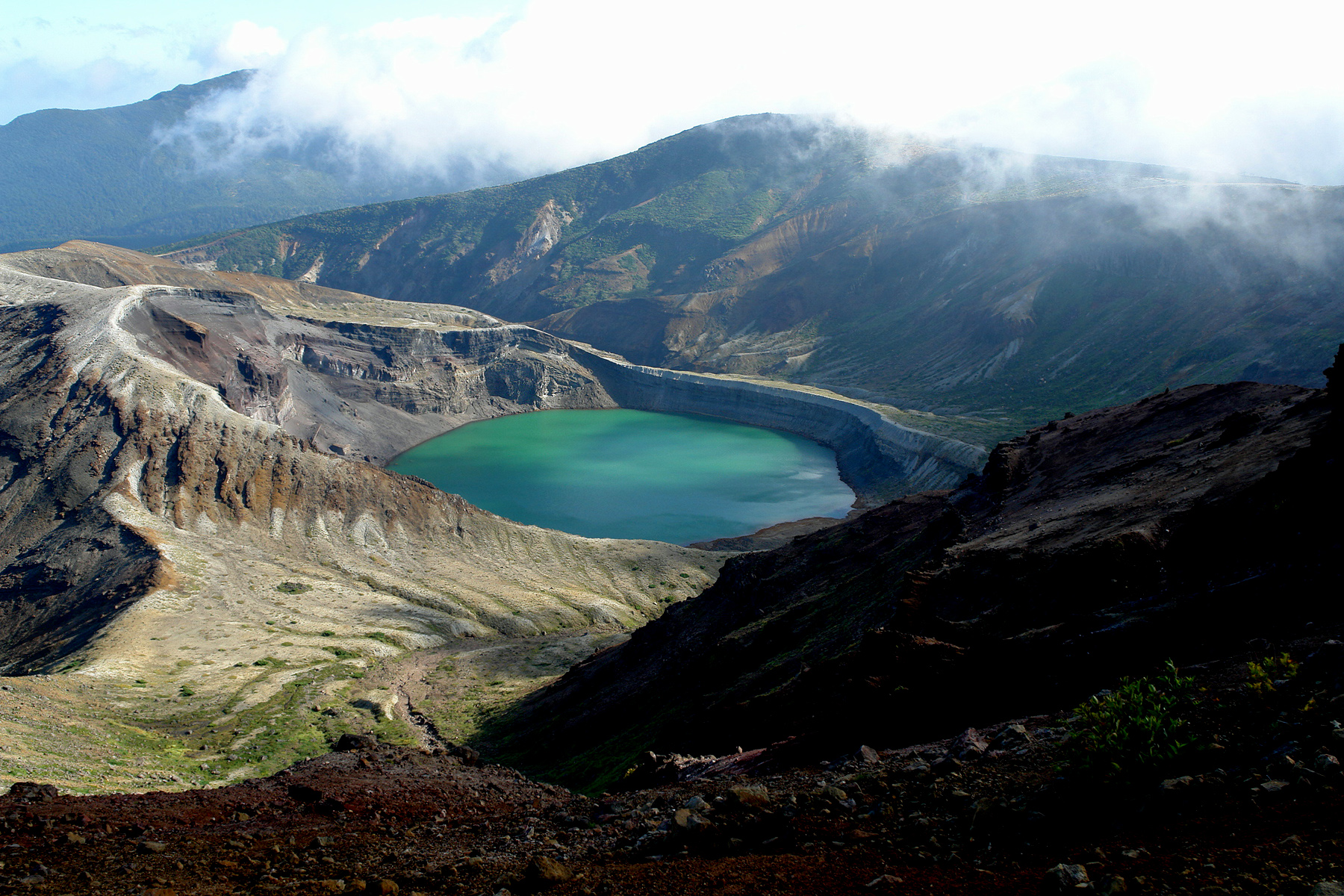
Zaō-Quasi-Nationalpark